# Coronosaurus brinkmani
Coronosaurus brinkmani ("lagarto corona  de Donald Brinkman") es la única especie conocida del género extinto Coronosaurus dinosaurio ornitisquio ceratópsido, que vivió a finales del período Cretácico, hace aproximadamente 75 millones de años durante el Campaniense, en lo que hoy es Norteamérica.

## Descripción
Coronosaurus es un ceratópsido de centrosaurinído de tamaño mediano. Gregory S. Paul en 2010 estimó su longitud del cuerpo en 5 metros, su peso en dos toneladas. Tenía una especie de espinas supraorbitales grandes en losadultos, los "cuernos de la frente", sobre las cuencas de los ojos, pero no alargadas como en Zuniceratops, chasmosaurínidos y centrosaurínidos basales como Albertaceratops y Diabloceratops, que se proyectan lateralmente sobre la órbita. Sin embargo, como subadulto, sus cornamentas postorbitales tienen forma piramidal con una ligera inflexión lateral en la mitad distal, superior. El Coronosaurus es único entre los ceratopsidos ya que posee en la parte posterior del cráneo una cantidad de osificaciones epipáreas accesorias en su barra parietal posterior que se fusionan a las superficies del borde posterior y dorsal. Se desarrollan a través del crecimiento del individuo, como espinas cortas que pueden fusionarse a lo largo de sus márgenes adyacentes en masas óseas más grandes e irregulares. Están situados cerca de la línea media del volante en un manojo estrechamente empacado encima de la base del primer epiparietal , el espolón óseo que a cada lado crece hacia abajo sobre la abertura grande en el centro del volante. Contribuyen a la sustancia de epiparietal 1 y, a través de la fusión, forman un epiparietal compuesto, que es equivalente al segundo epiparietal normalmente formado en una posición más lateral. Por lo tanto, las bases del epiparietal 1 pueden considerarse las posiciones de crecimiento de los segundos epiparietales. Coronosaurus tiene también un epiparietal 3 de forma única. Se desarrolla de forma variable como un gancho corto con forma de lengua o una punta cónica que se orienta dorsolateralmente, siguiendo la curva del volante. De lo contrario, hasta donde se sabe Coronosaurus se asemeja a Centrosaurus y Styracosaurus en su morfología. Por ejemplo, la nasal de Coronosaurus se parece mucho al de Centrosaurus apertus en sus formas adultas fusionadas o subadultas y juveniles sin fusionar y parece haber sufrido cambios ontogenéticos similares. Su núcleo de cuerno nasal erecto y comprimido lateralmente tiene una punta roma que se forma a partir de la fusión de los nasales opuestas. Se asienta sobre la parte posterior de las fosas nasales externas, como lo hace en todos los centrosaurínidos. Todas las muestras juveniles y más adultas tienen márgenes anteriores y posteriores ligeramente curvados, lo que resulta en la mayoría de los cuernos que tienen un ápice que está orientado al menos ligeramente hacia el caudal.

## Descubrimiento e investigación
La especie tipo de Coronosaurus, Centrosaurus brinkmani , fue descrita por primera vez y nombrada por Michael J. Ryan y Anthony P. Russell en 2005 como una nueva especie del género Centrosaurus. Michael J. Ryan, David C. Evans y Kieran M. Shepherd posteriormente erigieron el género Coronosaurus para C. brinkmani en 2012, ya que Centrosaurus apertus y C. brinkmani no formaron un clado monofilético en varios análisis filogenéticos recientes. El nombre genérico se deriva de la palabra en latín corona, que significa "corona" en referencia a las múltiples apariciones de epiparietales adicionales que cubren el margen posterior de su parietal, dándole un aspecto de corona, y saurus, latinizado del griego, que significa "lagarto". El nombre específico C. brinkmani honra a Donald Brinkman, por su investigación en paleoecología de los ambientes del Cretácico superior de Alberta.
Coronosaurus es conocido a partir de dos lechos óseos ubicados en la unidad superior de la Formación Oldman , del Grupo del Río Belly. La mayor parte del material de ceratópsido, si no todos, de BB 138 en Dinosaur Provincial Park , Alberta , y el MRR BB cerca de Warner, Alberta, se remitió a C. brinkmani. Bone bed 138 se encuentra a unos cincuenta kilómetros de Brooks, Alberta, en la Formación Oldman y 14,6 metros por debajo del contacto con la Formación Dinosaur Park. Fue excavado por Philip Currie entre 1996 y 2000. El MRR BB ubicado aproximadamente a 180 kilómetros al suroeste de BB 138, también pertenece a la Formación Oldman. Estos yacimientos de huesos datan de mediados de la etapa campaniense a finales del período Cretácico. Tanto los especímenes como las localidades precisas están archivados en el Museo de Paleontología Tyrrell, en Drumheller , Alberta. El holotipo de Coronosaurus es TMP  2002.68.1., un parietal grande del tamaño de un adulto con una barra de línea media casi completa y una barra posterior parcial con los procesos epiparietales 1 y 3 izquierdos y procesos epiparietales 1 y 2 derecha parcialmente erosionados. El espécimen carece del margen anterior extremo de la barra de la línea media que forma la pared posterior de la fontanela frontal y los márgenes laterales finos como el papel que definen los márgenes medial de los forámenes supraorbitales. Otras muestras significativas según Ryan y Russell en 2005 incluyen TMP 2002.68.3, un parietal, TMP 2002.68.10, un postorbital y TMP 2002.68.5,  supraorbitales.

## Clasificación
En si descripción original, Ryan & Russell de 2005 consideraron a Coronosaurus como una segunda especie de Centrosaurus basándose en un reducido análisis filogenético. Se incluyeron 17 características y 9 taxones. Coronosaurus, nombrado Centrosaurus brinkmani y Centrosaurus apertus fueron agrupados en la base de Centrosaurinae, mientras que se halló que Styracosaurus estaba más cercanamente relacionado con Pachyrhinosaurus, y otros centrosaurinínos más derivados, que a Centrosaurus. En 2011, Anthony R. Fiorillo y Ronald S. Tykoski modificaron el análisis de Currie et al. de 200, con 54 características, para incluir más taxones, como C. brinkmani. Ellos encontraron que C. brinkmani es el taxón hermano del clado de Styracosaurus y C. apertus, mientras que Pachyrhinosaurus y otros centrosaurinos derivados estaban en un linaje separado. Por lo tanto, este análisis no halló soporte para la monofilia de Centrosaurus. Más tarde, Farke et al. en 2011 usó 97 características morfológicas a fin de evaluar la posición filogenética del centrosaurinído Spinops al cual nombraron. Spinops fue hallado en una politomía con Centrosaurus apertus, C. brinkmani y Styracosaurus, y debido a ello C. brinkmani fue excluido del análisis para aumentar la resolución. Finalmente, Ryan, Evans & Shepherd en 2012 usaron la matriz de datos de Farke et al. de 2011 para evaluar la posición filogenética de Xenoceratops. Su análisis revisado tenía una resolución significativamente mejor que el presentado por Farke et al. en 2011 probablemente debido en parte a adicionar características perdidas para algunos taxones basadas en observación directa de sus especímenes. Por ejemplo, cinco características adicionales fueron incluidas para C. brinkmani. En el esquema de árbol fue encontrado en una posición más avanzada que Spinops y C. apertus, siendo un taxón hermano con Styracosaurus. De ahí que a este taxón se le diera un nuevo nombre genérico, Coronosaurus. En 2016 Ryan et al. en su descripción del cráneo parcial CMN 8804 como un Nasutoceratopsini colocó a Coronosaurus hermano a un clado formado por Centrosaurus y Spinops, separado de Styracosaurus y Rubeosaurus todos dentro de  Centrosaurini.

### Filogenía

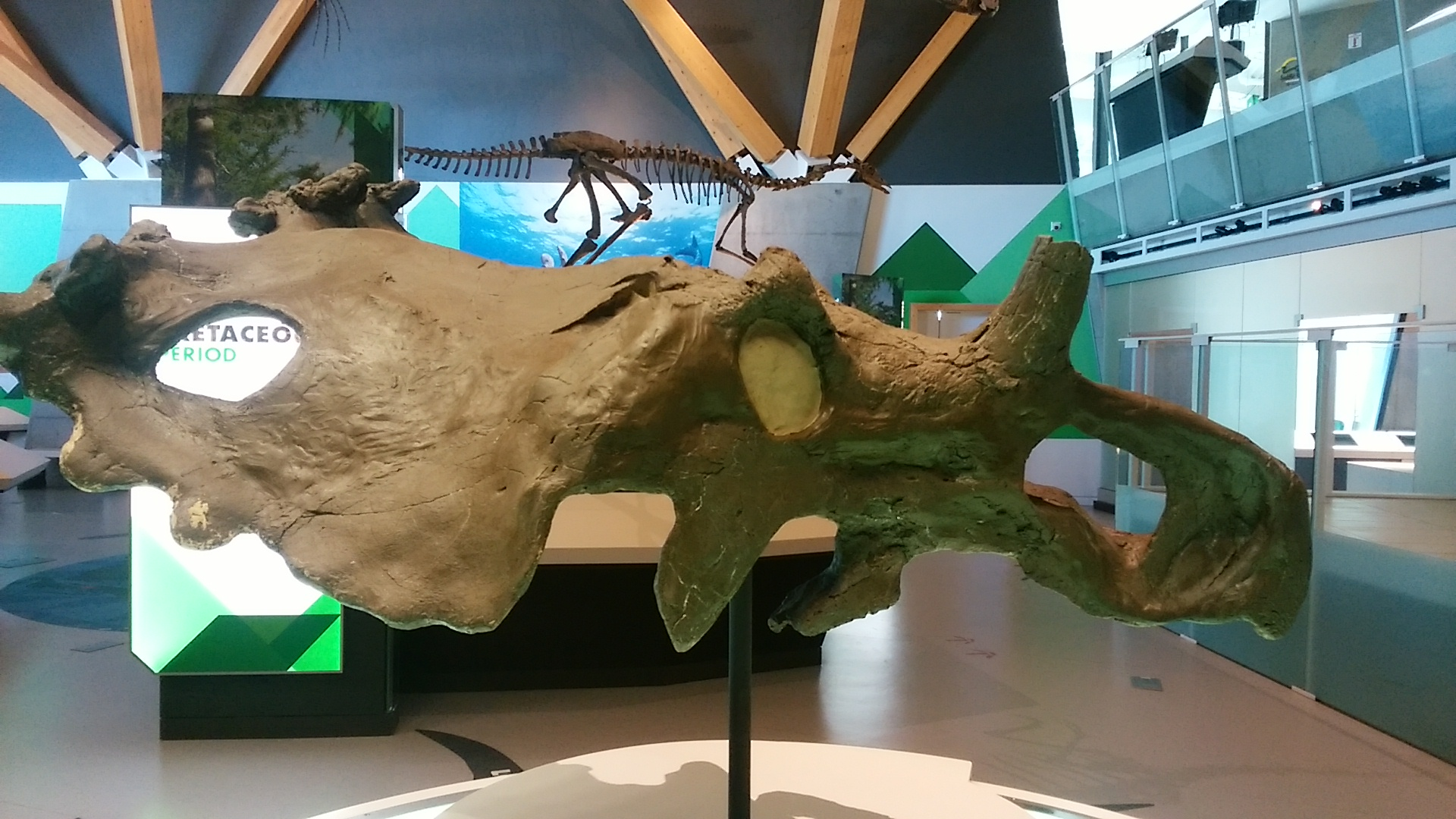
Vista lateral izquierda del molde de calavera

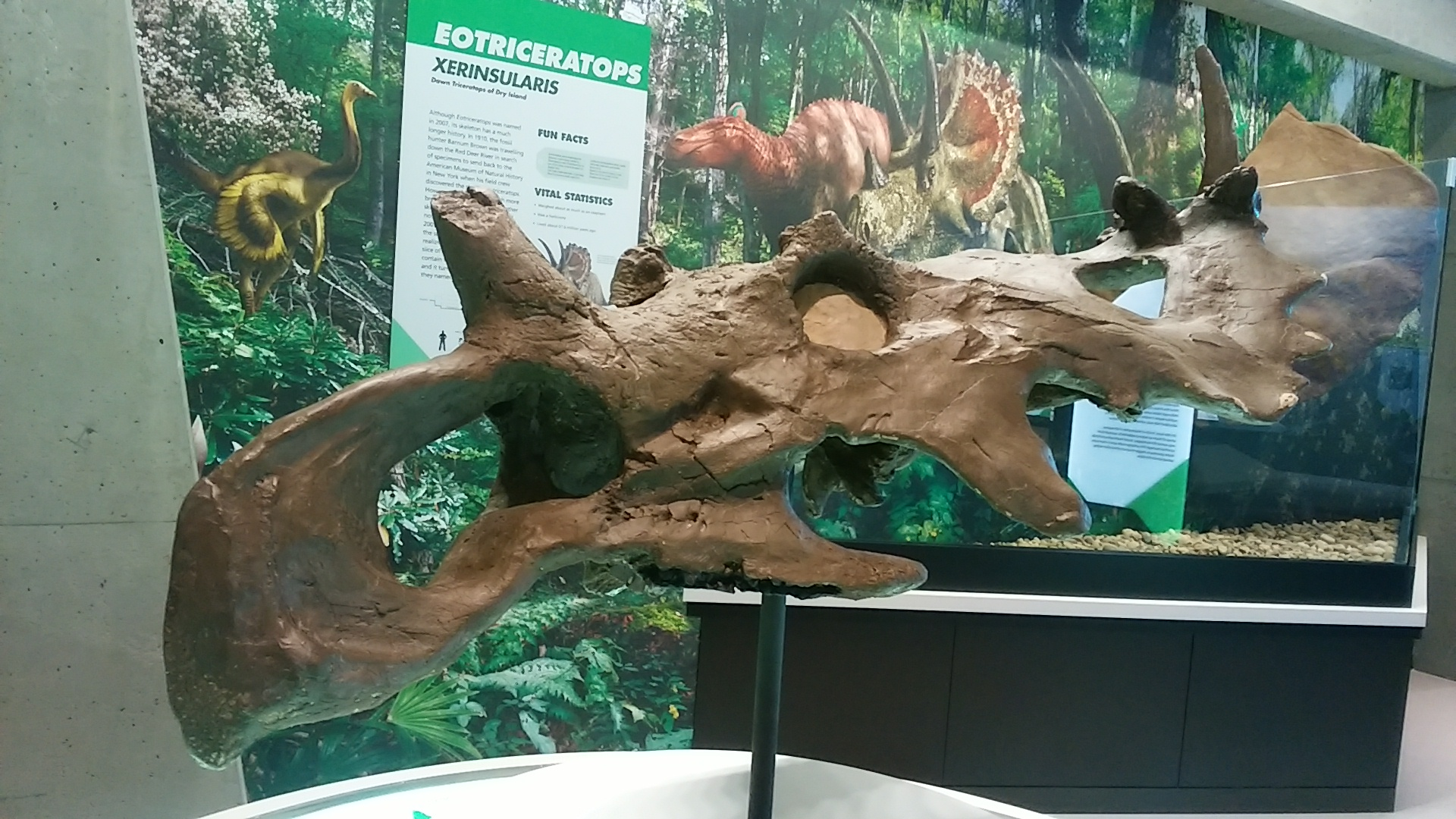
Vista lateral derechadel molde de calavera

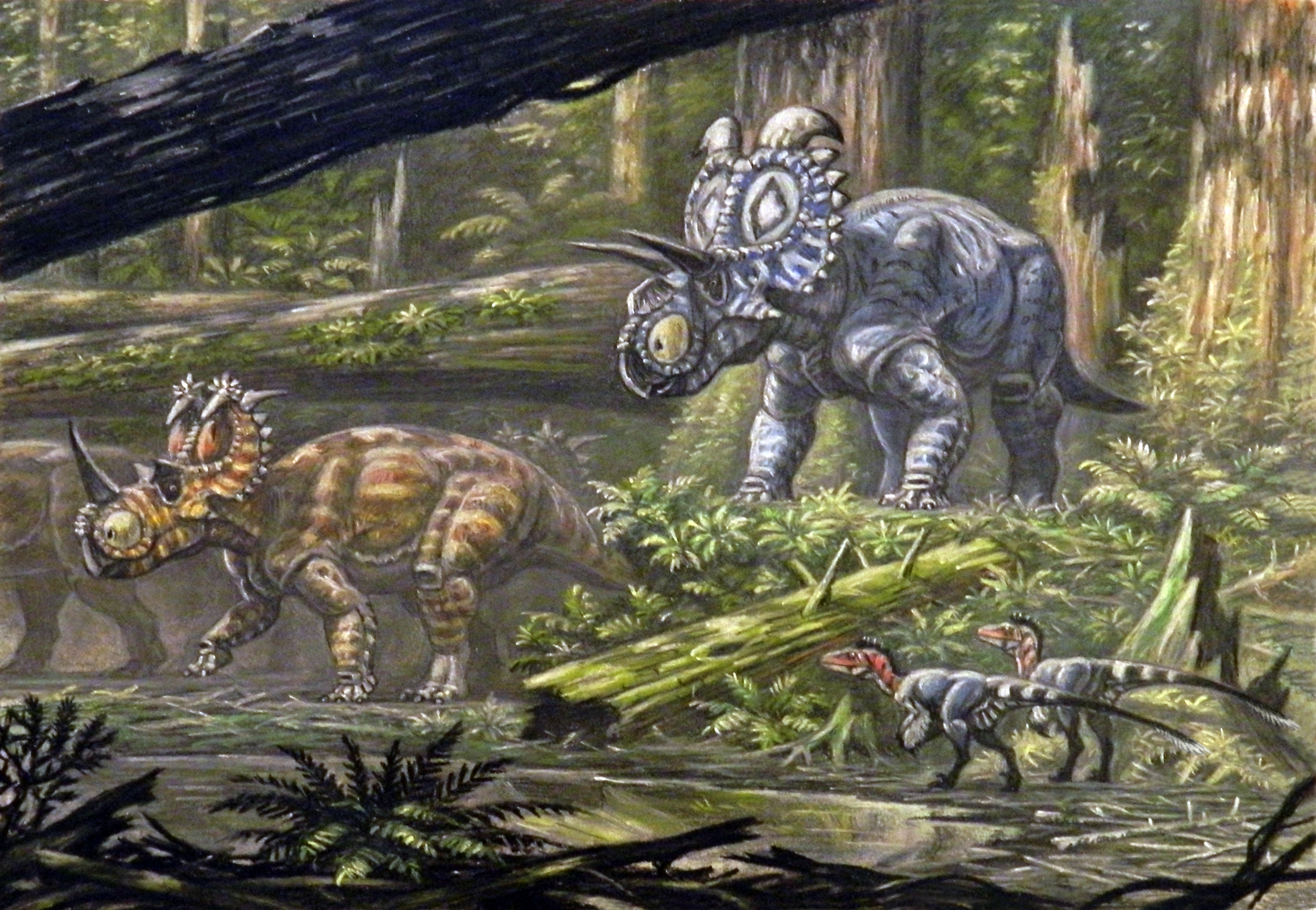
Coronosaurus y Albertaceratops en su ambiente.

El cladograma a continuación muestra la posición filogenética de Coronosaurus entre otros centrosaurinídos siguiendo el estudio de Ryan et al. de 2016.

|  | Avaceratops lammersi (ANSP 15800) |
|  |                                   |
|  | MOR 692                           |
|  |                                   |
|  | CMN 8804                          |
|  |                                   |
|  | Nasutoceratops titusi             |
|  |                                   |
|  | Malta new taxon                   |
|  |                                   |

|  | Sinoceratops zhuchengensis |
|  |                            |
|  | Wendiceratops pinhornensis |
|  |                            |

|  | Pachyrhinosaurus canadensis                                                              |
|  |                                                                                          |
|  | \| \| Pachyrhinosaurus lakustai \| \| \| \| \| \| Pachyrhinosaurus perotorum \| \| \| \| |
|  |                                                                                          |
|  | Pachyrhinosaurus lakustai                                                                |
|  |                                                                                          |
|  | Pachyrhinosaurus perotorum                                                               |
|  |                                                                                          |

|  | Pachyrhinosaurus lakustai  |
|  |                            |
|  | Pachyrhinosaurus perotorum |
|  |                            |

|  | Pachyrhinosaurus canadensis                                                              |
|  |                                                                                          |
|  | \| \| Pachyrhinosaurus lakustai \| \| \| \| \| \| Pachyrhinosaurus perotorum \| \| \| \| |
|  |                                                                                          |
|  | Pachyrhinosaurus lakustai                                                                |
|  |                                                                                          |
|  | Pachyrhinosaurus perotorum                                                               |
|  |                                                                                          |

|  | Pachyrhinosaurus lakustai  |
|  |                            |
|  | Pachyrhinosaurus perotorum |
|  |                            |

|  | Pachyrhinosaurus canadensis                                                              |
|  |                                                                                          |
|  | \| \| Pachyrhinosaurus lakustai \| \| \| \| \| \| Pachyrhinosaurus perotorum \| \| \| \| |
|  |                                                                                          |
|  | Pachyrhinosaurus lakustai                                                                |
|  |                                                                                          |
|  | Pachyrhinosaurus perotorum                                                               |
|  |                                                                                          |

|  | Pachyrhinosaurus lakustai  |
|  |                            |
|  | Pachyrhinosaurus perotorum |
|  |                            |

|  | Pachyrhinosaurus canadensis                                                              |
|  |                                                                                          |
|  | \| \| Pachyrhinosaurus lakustai \| \| \| \| \| \| Pachyrhinosaurus perotorum \| \| \| \| |
|  |                                                                                          |
|  | Pachyrhinosaurus lakustai                                                                |
|  |                                                                                          |
|  | Pachyrhinosaurus perotorum                                                               |
|  |                                                                                          |

|  | Pachyrhinosaurus lakustai  |
|  |                            |
|  | Pachyrhinosaurus perotorum |
|  |                            |

|  | Rubeosaurus ovatus        |
|  |                           |
|  | Styracosaurus albertensis |
|  |                           |

|  | \| \| Spinops sternbergorum \| \| \| \| \| \| Centrosaurus apertus \| \| \| \| |
|  |                                                                                |
|  | Coronosaurus brinkmani                                                         |
|  |                                                                                |
|  | Spinops sternbergorum                                                          |
|  |                                                                                |
|  | Centrosaurus apertus                                                           |
|  |                                                                                |

|  | Spinops sternbergorum |
|  |                       |
|  | Centrosaurus apertus  |
|  |                       |

|  | Rubeosaurus ovatus        |
|  |                           |
|  | Styracosaurus albertensis |
|  |                           |

|  | \| \| Spinops sternbergorum \| \| \| \| \| \| Centrosaurus apertus \| \| \| \| |
|  |                                                                                |
|  | Coronosaurus brinkmani                                                         |
|  |                                                                                |
|  | Spinops sternbergorum                                                          |
|  |                                                                                |
|  | Centrosaurus apertus                                                           |
|  |                                                                                |

|  | Spinops sternbergorum |
|  |                       |
|  | Centrosaurus apertus  |
|  |                       |

|  | Pachyrhinosaurus canadensis                                                              |
|  |                                                                                          |
|  | \| \| Pachyrhinosaurus lakustai \| \| \| \| \| \| Pachyrhinosaurus perotorum \| \| \| \| |
|  |                                                                                          |
|  | Pachyrhinosaurus lakustai                                                                |
|  |                                                                                          |
|  | Pachyrhinosaurus perotorum                                                               |
|  |                                                                                          |

|  | Pachyrhinosaurus lakustai  |
|  |                            |
|  | Pachyrhinosaurus perotorum |
|  |                            |

|  | Pachyrhinosaurus canadensis                                                              |
|  |                                                                                          |
|  | \| \| Pachyrhinosaurus lakustai \| \| \| \| \| \| Pachyrhinosaurus perotorum \| \| \| \| |
|  |                                                                                          |
|  | Pachyrhinosaurus lakustai                                                                |
|  |                                                                                          |
|  | Pachyrhinosaurus perotorum                                                               |
|  |                                                                                          |

|  | Pachyrhinosaurus lakustai  |
|  |                            |
|  | Pachyrhinosaurus perotorum |
|  |                            |

|  | Pachyrhinosaurus canadensis                                                              |
|  |                                                                                          |
|  | \| \| Pachyrhinosaurus lakustai \| \| \| \| \| \| Pachyrhinosaurus perotorum \| \| \| \| |
|  |                                                                                          |
|  | Pachyrhinosaurus lakustai                                                                |
|  |                                                                                          |
|  | Pachyrhinosaurus perotorum                                                               |
|  |                                                                                          |

|  | Pachyrhinosaurus lakustai  |
|  |                            |
|  | Pachyrhinosaurus perotorum |
|  |                            |

|  | Pachyrhinosaurus canadensis                                                              |
|  |                                                                                          |
|  | \| \| Pachyrhinosaurus lakustai \| \| \| \| \| \| Pachyrhinosaurus perotorum \| \| \| \| |
|  |                                                                                          |
|  | Pachyrhinosaurus lakustai                                                                |
|  |                                                                                          |
|  | Pachyrhinosaurus perotorum                                                               |
|  |                                                                                          |

|  | Pachyrhinosaurus lakustai  |
|  |                            |
|  | Pachyrhinosaurus perotorum |
|  |                            |

|  | Rubeosaurus ovatus        |
|  |                           |
|  | Styracosaurus albertensis |
|  |                           |

|  | \| \| Spinops sternbergorum \| \| \| \| \| \| Centrosaurus apertus \| \| \| \| |
|  |                                                                                |
|  | Coronosaurus brinkmani                                                         |
|  |                                                                                |
|  | Spinops sternbergorum                                                          |
|  |                                                                                |
|  | Centrosaurus apertus                                                           |
|  |                                                                                |

|  | Spinops sternbergorum |
|  |                       |
|  | Centrosaurus apertus  |
|  |                       |

|  | Rubeosaurus ovatus        |
|  |                           |
|  | Styracosaurus albertensis |
|  |                           |

|  | \| \| Spinops sternbergorum \| \| \| \| \| \| Centrosaurus apertus \| \| \| \| |
|  |                                                                                |
|  | Coronosaurus brinkmani                                                         |
|  |                                                                                |
|  | Spinops sternbergorum                                                          |
|  |                                                                                |
|  | Centrosaurus apertus                                                           |
|  |                                                                                |

|  | Spinops sternbergorum |
|  |                       |
|  | Centrosaurus apertus  |
|  |                       |

|  | Sinoceratops zhuchengensis |
|  |                            |
|  | Wendiceratops pinhornensis |
|  |                            |

|  | Pachyrhinosaurus canadensis                                                              |
|  |                                                                                          |
|  | \| \| Pachyrhinosaurus lakustai \| \| \| \| \| \| Pachyrhinosaurus perotorum \| \| \| \| |
|  |                                                                                          |
|  | Pachyrhinosaurus lakustai                                                                |
|  |                                                                                          |
|  | Pachyrhinosaurus perotorum                                                               |
|  |                                                                                          |

|  | Pachyrhinosaurus lakustai  |
|  |                            |
|  | Pachyrhinosaurus perotorum |
|  |                            |

|  | Pachyrhinosaurus canadensis                                                              |
|  |                                                                                          |
|  | \| \| Pachyrhinosaurus lakustai \| \| \| \| \| \| Pachyrhinosaurus perotorum \| \| \| \| |
|  |                                                                                          |
|  | Pachyrhinosaurus lakustai                                                                |
|  |                                                                                          |
|  | Pachyrhinosaurus perotorum                                                               |
|  |                                                                                          |

|  | Pachyrhinosaurus lakustai  |
|  |                            |
|  | Pachyrhinosaurus perotorum |
|  |                            |

|  | Pachyrhinosaurus canadensis                                                              |
|  |                                                                                          |
|  | \| \| Pachyrhinosaurus lakustai \| \| \| \| \| \| Pachyrhinosaurus perotorum \| \| \| \| |
|  |                                                                                          |
|  | Pachyrhinosaurus lakustai                                                                |
|  |                                                                                          |
|  | Pachyrhinosaurus perotorum                                                               |
|  |                                                                                          |

|  | Pachyrhinosaurus lakustai  |
|  |                            |
|  | Pachyrhinosaurus perotorum |
|  |                            |

|  | Pachyrhinosaurus canadensis                                                              |
|  |                                                                                          |
|  | \| \| Pachyrhinosaurus lakustai \| \| \| \| \| \| Pachyrhinosaurus perotorum \| \| \| \| |
|  |                                                                                          |
|  | Pachyrhinosaurus lakustai                                                                |
|  |                                                                                          |
|  | Pachyrhinosaurus perotorum                                                               |
|  |                                                                                          |

|  | Pachyrhinosaurus lakustai  |
|  |                            |
|  | Pachyrhinosaurus perotorum |
|  |                            |

|  | Rubeosaurus ovatus        |
|  |                           |
|  | Styracosaurus albertensis |
|  |                           |

|  | \| \| Spinops sternbergorum \| \| \| \| \| \| Centrosaurus apertus \| \| \| \| |
|  |                                                                                |
|  | Coronosaurus brinkmani                                                         |
|  |                                                                                |
|  | Spinops sternbergorum                                                          |
|  |                                                                                |
|  | Centrosaurus apertus                                                           |
|  |                                                                                |

|  | Spinops sternbergorum |
|  |                       |
|  | Centrosaurus apertus  |
|  |                       |

|  | Rubeosaurus ovatus        |
|  |                           |
|  | Styracosaurus albertensis |
|  |                           |

|  | \| \| Spinops sternbergorum \| \| \| \| \| \| Centrosaurus apertus \| \| \| \| |
|  |                                                                                |
|  | Coronosaurus brinkmani                                                         |
|  |                                                                                |
|  | Spinops sternbergorum                                                          |
|  |                                                                                |
|  | Centrosaurus apertus                                                           |
|  |                                                                                |

|  | Spinops sternbergorum |
|  |                       |
|  | Centrosaurus apertus  |
|  |                       |

|  | Pachyrhinosaurus canadensis                                                              |
|  |                                                                                          |
|  | \| \| Pachyrhinosaurus lakustai \| \| \| \| \| \| Pachyrhinosaurus perotorum \| \| \| \| |
|  |                                                                                          |
|  | Pachyrhinosaurus lakustai                                                                |
|  |                                                                                          |
|  | Pachyrhinosaurus perotorum                                                               |
|  |                                                                                          |

|  | Pachyrhinosaurus lakustai  |
|  |                            |
|  | Pachyrhinosaurus perotorum |
|  |                            |

|  | Pachyrhinosaurus canadensis                                                              |
|  |                                                                                          |
|  | \| \| Pachyrhinosaurus lakustai \| \| \| \| \| \| Pachyrhinosaurus perotorum \| \| \| \| |
|  |                                                                                          |
|  | Pachyrhinosaurus lakustai                                                                |
|  |                                                                                          |
|  | Pachyrhinosaurus perotorum                                                               |
|  |                                                                                          |

|  | Pachyrhinosaurus lakustai  |
|  |                            |
|  | Pachyrhinosaurus perotorum |
|  |                            |

|  | Pachyrhinosaurus canadensis                                                              |
|  |                                                                                          |
|  | \| \| Pachyrhinosaurus lakustai \| \| \| \| \| \| Pachyrhinosaurus perotorum \| \| \| \| |
|  |                                                                                          |
|  | Pachyrhinosaurus lakustai                                                                |
|  |                                                                                          |
|  | Pachyrhinosaurus perotorum                                                               |
|  |                                                                                          |

|  | Pachyrhinosaurus lakustai  |
|  |                            |
|  | Pachyrhinosaurus perotorum |
|  |                            |

|  | Pachyrhinosaurus canadensis                                                              |
|  |                                                                                          |
|  | \| \| Pachyrhinosaurus lakustai \| \| \| \| \| \| Pachyrhinosaurus perotorum \| \| \| \| |
|  |                                                                                          |
|  | Pachyrhinosaurus lakustai                                                                |
|  |                                                                                          |
|  | Pachyrhinosaurus perotorum                                                               |
|  |                                                                                          |

|  | Pachyrhinosaurus lakustai  |
|  |                            |
|  | Pachyrhinosaurus perotorum |
|  |                            |

|  | Rubeosaurus ovatus        |
|  |                           |
|  | Styracosaurus albertensis |
|  |                           |

|  | \| \| Spinops sternbergorum \| \| \| \| \| \| Centrosaurus apertus \| \| \| \| |
|  |                                                                                |
|  | Coronosaurus brinkmani                                                         |
|  |                                                                                |
|  | Spinops sternbergorum                                                          |
|  |                                                                                |
|  | Centrosaurus apertus                                                           |
|  |                                                                                |

|  | Spinops sternbergorum |
|  |                       |
|  | Centrosaurus apertus  |
|  |                       |

|  | Rubeosaurus ovatus        |
|  |                           |
|  | Styracosaurus albertensis |
|  |                           |

|  | \| \| Spinops sternbergorum \| \| \| \| \| \| Centrosaurus apertus \| \| \| \| |
|  |                                                                                |
|  | Coronosaurus brinkmani                                                         |
|  |                                                                                |
|  | Spinops sternbergorum                                                          |
|  |                                                                                |
|  | Centrosaurus apertus                                                           |
|  |                                                                                |

|  | Spinops sternbergorum |
|  |                       |
|  | Centrosaurus apertus  |
|  |                       |

|  | Sinoceratops zhuchengensis |
|  |                            |
|  | Wendiceratops pinhornensis |
|  |                            |

|  | Pachyrhinosaurus canadensis                                                              |
|  |                                                                                          |
|  | \| \| Pachyrhinosaurus lakustai \| \| \| \| \| \| Pachyrhinosaurus perotorum \| \| \| \| |
|  |                                                                                          |
|  | Pachyrhinosaurus lakustai                                                                |
|  |                                                                                          |
|  | Pachyrhinosaurus perotorum                                                               |
|  |                                                                                          |

|  | Pachyrhinosaurus lakustai  |
|  |                            |
|  | Pachyrhinosaurus perotorum |
|  |                            |

|  | Pachyrhinosaurus canadensis                                                              |
|  |                                                                                          |
|  | \| \| Pachyrhinosaurus lakustai \| \| \| \| \| \| Pachyrhinosaurus perotorum \| \| \| \| |
|  |                                                                                          |
|  | Pachyrhinosaurus lakustai                                                                |
|  |                                                                                          |
|  | Pachyrhinosaurus perotorum                                                               |
|  |                                                                                          |

|  | Pachyrhinosaurus lakustai  |
|  |                            |
|  | Pachyrhinosaurus perotorum |
|  |                            |

|  | Pachyrhinosaurus canadensis                                                              |
|  |                                                                                          |
|  | \| \| Pachyrhinosaurus lakustai \| \| \| \| \| \| Pachyrhinosaurus perotorum \| \| \| \| |
|  |                                                                                          |
|  | Pachyrhinosaurus lakustai                                                                |
|  |                                                                                          |
|  | Pachyrhinosaurus perotorum                                                               |
|  |                                                                                          |

|  | Pachyrhinosaurus lakustai  |
|  |                            |
|  | Pachyrhinosaurus perotorum |
|  |                            |

|  | Pachyrhinosaurus canadensis                                                              |
|  |                                                                                          |
|  | \| \| Pachyrhinosaurus lakustai \| \| \| \| \| \| Pachyrhinosaurus perotorum \| \| \| \| |
|  |                                                                                          |
|  | Pachyrhinosaurus lakustai                                                                |
|  |                                                                                          |
|  | Pachyrhinosaurus perotorum                                                               |
|  |                                                                                          |

|  | Pachyrhinosaurus lakustai  |
|  |                            |
|  | Pachyrhinosaurus perotorum |
|  |                            |

|  | Rubeosaurus ovatus        |
|  |                           |
|  | Styracosaurus albertensis |
|  |                           |

|  | \| \| Spinops sternbergorum \| \| \| \| \| \| Centrosaurus apertus \| \| \| \| |
|  |                                                                                |
|  | Coronosaurus brinkmani                                                         |
|  |                                                                                |
|  | Spinops sternbergorum                                                          |
|  |                                                                                |
|  | Centrosaurus apertus                                                           |
|  |                                                                                |

|  | Spinops sternbergorum |
|  |                       |
|  | Centrosaurus apertus  |
|  |                       |

|  | Rubeosaurus ovatus        |
|  |                           |
|  | Styracosaurus albertensis |
|  |                           |

|  | \| \| Spinops sternbergorum \| \| \| \| \| \| Centrosaurus apertus \| \| \| \| |
|  |                                                                                |
|  | Coronosaurus brinkmani                                                         |
|  |                                                                                |
|  | Spinops sternbergorum                                                          |
|  |                                                                                |
|  | Centrosaurus apertus                                                           |
|  |                                                                                |

|  | Spinops sternbergorum |
|  |                       |
|  | Centrosaurus apertus  |
|  |                       |

|  | Pachyrhinosaurus canadensis                                                              |
|  |                                                                                          |
|  | \| \| Pachyrhinosaurus lakustai \| \| \| \| \| \| Pachyrhinosaurus perotorum \| \| \| \| |
|  |                                                                                          |
|  | Pachyrhinosaurus lakustai                                                                |
|  |                                                                                          |
|  | Pachyrhinosaurus perotorum                                                               |
|  |                                                                                          |

|  | Pachyrhinosaurus lakustai  |
|  |                            |
|  | Pachyrhinosaurus perotorum |
|  |                            |

|  | Pachyrhinosaurus canadensis                                                              |
|  |                                                                                          |
|  | \| \| Pachyrhinosaurus lakustai \| \| \| \| \| \| Pachyrhinosaurus perotorum \| \| \| \| |
|  |                                                                                          |
|  | Pachyrhinosaurus lakustai                                                                |
|  |                                                                                          |
|  | Pachyrhinosaurus perotorum                                                               |
|  |                                                                                          |

|  | Pachyrhinosaurus lakustai  |
|  |                            |
|  | Pachyrhinosaurus perotorum |
|  |                            |

|  | Pachyrhinosaurus canadensis                                                              |
|  |                                                                                          |
|  | \| \| Pachyrhinosaurus lakustai \| \| \| \| \| \| Pachyrhinosaurus perotorum \| \| \| \| |
|  |                                                                                          |
|  | Pachyrhinosaurus lakustai                                                                |
|  |                                                                                          |
|  | Pachyrhinosaurus perotorum                                                               |
|  |                                                                                          |

|  | Pachyrhinosaurus lakustai  |
|  |                            |
|  | Pachyrhinosaurus perotorum |
|  |                            |

|  | Pachyrhinosaurus canadensis                                                              |
|  |                                                                                          |
|  | \| \| Pachyrhinosaurus lakustai \| \| \| \| \| \| Pachyrhinosaurus perotorum \| \| \| \| |
|  |                                                                                          |
|  | Pachyrhinosaurus lakustai                                                                |
|  |                                                                                          |
|  | Pachyrhinosaurus perotorum                                                               |
|  |                                                                                          |

|  | Pachyrhinosaurus lakustai  |
|  |                            |
|  | Pachyrhinosaurus perotorum |
|  |                            |

|  | Rubeosaurus ovatus        |
|  |                           |
|  | Styracosaurus albertensis |
|  |                           |

|  | \| \| Spinops sternbergorum \| \| \| \| \| \| Centrosaurus apertus \| \| \| \| |
|  |                                                                                |
|  | Coronosaurus brinkmani                                                         |
|  |                                                                                |
|  | Spinops sternbergorum                                                          |
|  |                                                                                |
|  | Centrosaurus apertus                                                           |
|  |                                                                                |

|  | Spinops sternbergorum |
|  |                       |
|  | Centrosaurus apertus  |
|  |                       |

|  | Rubeosaurus ovatus        |
|  |                           |
|  | Styracosaurus albertensis |
|  |                           |

|  | \| \| Spinops sternbergorum \| \| \| \| \| \| Centrosaurus apertus \| \| \| \| |
|  |                                                                                |
|  | Coronosaurus brinkmani                                                         |
|  |                                                                                |
|  | Spinops sternbergorum                                                          |
|  |                                                                                |
|  | Centrosaurus apertus                                                           |
|  |                                                                                |

|  | Spinops sternbergorum |
|  |                       |
|  | Centrosaurus apertus  |
|  |                       |

|  | Sinoceratops zhuchengensis |
|  |                            |
|  | Wendiceratops pinhornensis |
|  |                            |

|  | Pachyrhinosaurus canadensis                                                              |
|  |                                                                                          |
|  | \| \| Pachyrhinosaurus lakustai \| \| \| \| \| \| Pachyrhinosaurus perotorum \| \| \| \| |
|  |                                                                                          |
|  | Pachyrhinosaurus lakustai                                                                |
|  |                                                                                          |
|  | Pachyrhinosaurus perotorum                                                               |
|  |                                                                                          |

|  | Pachyrhinosaurus lakustai  |
|  |                            |
|  | Pachyrhinosaurus perotorum |
|  |                            |

|  | Pachyrhinosaurus canadensis                                                              |
|  |                                                                                          |
|  | \| \| Pachyrhinosaurus lakustai \| \| \| \| \| \| Pachyrhinosaurus perotorum \| \| \| \| |
|  |                                                                                          |
|  | Pachyrhinosaurus lakustai                                                                |
|  |                                                                                          |
|  | Pachyrhinosaurus perotorum                                                               |
|  |                                                                                          |

|  | Pachyrhinosaurus lakustai  |
|  |                            |
|  | Pachyrhinosaurus perotorum |
|  |                            |

|  | Pachyrhinosaurus canadensis                                                              |
|  |                                                                                          |
|  | \| \| Pachyrhinosaurus lakustai \| \| \| \| \| \| Pachyrhinosaurus perotorum \| \| \| \| |
|  |                                                                                          |
|  | Pachyrhinosaurus lakustai                                                                |
|  |                                                                                          |
|  | Pachyrhinosaurus perotorum                                                               |
|  |                                                                                          |

|  | Pachyrhinosaurus lakustai  |
|  |                            |
|  | Pachyrhinosaurus perotorum |
|  |                            |

|  | Pachyrhinosaurus canadensis                                                              |
|  |                                                                                          |
|  | \| \| Pachyrhinosaurus lakustai \| \| \| \| \| \| Pachyrhinosaurus perotorum \| \| \| \| |
|  |                                                                                          |
|  | Pachyrhinosaurus lakustai                                                                |
|  |                                                                                          |
|  | Pachyrhinosaurus perotorum                                                               |
|  |                                                                                          |

|  | Pachyrhinosaurus lakustai  |
|  |                            |
|  | Pachyrhinosaurus perotorum |
|  |                            |

|  | Rubeosaurus ovatus        |
|  |                           |
|  | Styracosaurus albertensis |
|  |                           |

|  | \| \| Spinops sternbergorum \| \| \| \| \| \| Centrosaurus apertus \| \| \| \| |
|  |                                                                                |
|  | Coronosaurus brinkmani                                                         |
|  |                                                                                |
|  | Spinops sternbergorum                                                          |
|  |                                                                                |
|  | Centrosaurus apertus                                                           |
|  |                                                                                |

|  | Spinops sternbergorum |
|  |                       |
|  | Centrosaurus apertus  |
|  |                       |

|  | Rubeosaurus ovatus        |
|  |                           |
|  | Styracosaurus albertensis |
|  |                           |

|  | \| \| Spinops sternbergorum \| \| \| \| \| \| Centrosaurus apertus \| \| \| \| |
|  |                                                                                |
|  | Coronosaurus brinkmani                                                         |
|  |                                                                                |
|  | Spinops sternbergorum                                                          |
|  |                                                                                |
|  | Centrosaurus apertus                                                           |
|  |                                                                                |

|  | Spinops sternbergorum |
|  |                       |
|  | Centrosaurus apertus  |
|  |                       |

|  | Pachyrhinosaurus canadensis                                                              |
|  |                                                                                          |
|  | \| \| Pachyrhinosaurus lakustai \| \| \| \| \| \| Pachyrhinosaurus perotorum \| \| \| \| |
|  |                                                                                          |
|  | Pachyrhinosaurus lakustai                                                                |
|  |                                                                                          |
|  | Pachyrhinosaurus perotorum                                                               |
|  |                                                                                          |

|  | Pachyrhinosaurus lakustai  |
|  |                            |
|  | Pachyrhinosaurus perotorum |
|  |                            |

|  | Pachyrhinosaurus canadensis                                                              |
|  |                                                                                          |
|  | \| \| Pachyrhinosaurus lakustai \| \| \| \| \| \| Pachyrhinosaurus perotorum \| \| \| \| |
|  |                                                                                          |
|  | Pachyrhinosaurus lakustai                                                                |
|  |                                                                                          |
|  | Pachyrhinosaurus perotorum                                                               |
|  |                                                                                          |

|  | Pachyrhinosaurus lakustai  |
|  |                            |
|  | Pachyrhinosaurus perotorum |
|  |                            |

|  | Pachyrhinosaurus canadensis                                                              |
|  |                                                                                          |
|  | \| \| Pachyrhinosaurus lakustai \| \| \| \| \| \| Pachyrhinosaurus perotorum \| \| \| \| |
|  |                                                                                          |
|  | Pachyrhinosaurus lakustai                                                                |
|  |                                                                                          |
|  | Pachyrhinosaurus perotorum                                                               |
|  |                                                                                          |

|  | Pachyrhinosaurus lakustai  |
|  |                            |
|  | Pachyrhinosaurus perotorum |
|  |                            |

|  | Pachyrhinosaurus canadensis                                                              |
|  |                                                                                          |
|  | \| \| Pachyrhinosaurus lakustai \| \| \| \| \| \| Pachyrhinosaurus perotorum \| \| \| \| |
|  |                                                                                          |
|  | Pachyrhinosaurus lakustai                                                                |
|  |                                                                                          |
|  | Pachyrhinosaurus perotorum                                                               |
|  |                                                                                          |

|  | Pachyrhinosaurus lakustai  |
|  |                            |
|  | Pachyrhinosaurus perotorum |
|  |                            |

|  | Rubeosaurus ovatus        |
|  |                           |
|  | Styracosaurus albertensis |
|  |                           |

|  | \| \| Spinops sternbergorum \| \| \| \| \| \| Centrosaurus apertus \| \| \| \| |
|  |                                                                                |
|  | Coronosaurus brinkmani                                                         |
|  |                                                                                |
|  | Spinops sternbergorum                                                          |
|  |                                                                                |
|  | Centrosaurus apertus                                                           |
|  |                                                                                |

|  | Spinops sternbergorum |
|  |                       |
|  | Centrosaurus apertus  |
|  |                       |

|  | Rubeosaurus ovatus        |
|  |                           |
|  | Styracosaurus albertensis |
|  |                           |

|  | \| \| Spinops sternbergorum \| \| \| \| \| \| Centrosaurus apertus \| \| \| \| |
|  |                                                                                |
|  | Coronosaurus brinkmani                                                         |
|  |                                                                                |
|  | Spinops sternbergorum                                                          |
|  |                                                                                |
|  | Centrosaurus apertus                                                           |
|  |                                                                                |

|  | Spinops sternbergorum |
|  |                       |
|  | Centrosaurus apertus  |
|  |                       |

|  | Avaceratops lammersi (ANSP 15800) |
|  |                                   |
|  | MOR 692                           |
|  |                                   |
|  | CMN 8804                          |
|  |                                   |
|  | Nasutoceratops titusi             |
|  |                                   |
|  | Malta new taxon                   |
|  |                                   |

|  | Sinoceratops zhuchengensis |
|  |                            |
|  | Wendiceratops pinhornensis |
|  |                            |

|  | Pachyrhinosaurus canadensis                                                              |
|  |                                                                                          |
|  | \| \| Pachyrhinosaurus lakustai \| \| \| \| \| \| Pachyrhinosaurus perotorum \| \| \| \| |
|  |                                                                                          |
|  | Pachyrhinosaurus lakustai                                                                |
|  |                                                                                          |
|  | Pachyrhinosaurus perotorum                                                               |
|  |                                                                                          |

|  | Pachyrhinosaurus lakustai  |
|  |                            |
|  | Pachyrhinosaurus perotorum |
|  |                            |

|  | Pachyrhinosaurus canadensis                                                              |
|  |                                                                                          |
|  | \| \| Pachyrhinosaurus lakustai \| \| \| \| \| \| Pachyrhinosaurus perotorum \| \| \| \| |
|  |                                                                                          |
|  | Pachyrhinosaurus lakustai                                                                |
|  |                                                                                          |
|  | Pachyrhinosaurus perotorum                                                               |
|  |                                                                                          |

|  | Pachyrhinosaurus lakustai  |
|  |                            |
|  | Pachyrhinosaurus perotorum |
|  |                            |

|  | Pachyrhinosaurus canadensis                                                              |
|  |                                                                                          |
|  | \| \| Pachyrhinosaurus lakustai \| \| \| \| \| \| Pachyrhinosaurus perotorum \| \| \| \| |
|  |                                                                                          |
|  | Pachyrhinosaurus lakustai                                                                |
|  |                                                                                          |
|  | Pachyrhinosaurus perotorum                                                               |
|  |                                                                                          |

|  | Pachyrhinosaurus lakustai  |
|  |                            |
|  | Pachyrhinosaurus perotorum |
|  |                            |

|  | Pachyrhinosaurus canadensis                                                              |
|  |                                                                                          |
|  | \| \| Pachyrhinosaurus lakustai \| \| \| \| \| \| Pachyrhinosaurus perotorum \| \| \| \| |
|  |                                                                                          |
|  | Pachyrhinosaurus lakustai                                                                |
|  |                                                                                          |
|  | Pachyrhinosaurus perotorum                                                               |
|  |                                                                                          |

|  | Pachyrhinosaurus lakustai  |
|  |                            |
|  | Pachyrhinosaurus perotorum |
|  |                            |

|  | Rubeosaurus ovatus        |
|  |                           |
|  | Styracosaurus albertensis |
|  |                           |

|  | \| \| Spinops sternbergorum \| \| \| \| \| \| Centrosaurus apertus \| \| \| \| |
|  |                                                                                |
|  | Coronosaurus brinkmani                                                         |
|  |                                                                                |
|  | Spinops sternbergorum                                                          |
|  |                                                                                |
|  | Centrosaurus apertus                                                           |
|  |                                                                                |

|  | Spinops sternbergorum |
|  |                       |
|  | Centrosaurus apertus  |
|  |                       |

|  | Rubeosaurus ovatus        |
|  |                           |
|  | Styracosaurus albertensis |
|  |                           |

|  | \| \| Spinops sternbergorum \| \| \| \| \| \| Centrosaurus apertus \| \| \| \| |
|  |                                                                                |
|  | Coronosaurus brinkmani                                                         |
|  |                                                                                |
|  | Spinops sternbergorum                                                          |
|  |                                                                                |
|  | Centrosaurus apertus                                                           |
|  |                                                                                |

|  | Spinops sternbergorum |
|  |                       |
|  | Centrosaurus apertus  |
|  |                       |

|  | Pachyrhinosaurus canadensis                                                              |
|  |                                                                                          |
|  | \| \| Pachyrhinosaurus lakustai \| \| \| \| \| \| Pachyrhinosaurus perotorum \| \| \| \| |
|  |                                                                                          |
|  | Pachyrhinosaurus lakustai                                                                |
|  |                                                                                          |
|  | Pachyrhinosaurus perotorum                                                               |
|  |                                                                                          |

|  | Pachyrhinosaurus lakustai  |
|  |                            |
|  | Pachyrhinosaurus perotorum |
|  |                            |

|  | Pachyrhinosaurus canadensis                                                              |
|  |                                                                                          |
|  | \| \| Pachyrhinosaurus lakustai \| \| \| \| \| \| Pachyrhinosaurus perotorum \| \| \| \| |
|  |                                                                                          |
|  | Pachyrhinosaurus lakustai                                                                |
|  |                                                                                          |
|  | Pachyrhinosaurus perotorum                                                               |
|  |                                                                                          |

|  | Pachyrhinosaurus lakustai  |
|  |                            |
|  | Pachyrhinosaurus perotorum |
|  |                            |

|  | Pachyrhinosaurus canadensis                                                              |
|  |                                                                                          |
|  | \| \| Pachyrhinosaurus lakustai \| \| \| \| \| \| Pachyrhinosaurus perotorum \| \| \| \| |
|  |                                                                                          |
|  | Pachyrhinosaurus lakustai                                                                |
|  |                                                                                          |
|  | Pachyrhinosaurus perotorum                                                               |
|  |                                                                                          |

|  | Pachyrhinosaurus lakustai  |
|  |                            |
|  | Pachyrhinosaurus perotorum |
|  |                            |

|  | Pachyrhinosaurus canadensis                                                              |
|  |                                                                                          |
|  | \| \| Pachyrhinosaurus lakustai \| \| \| \| \| \| Pachyrhinosaurus perotorum \| \| \| \| |
|  |                                                                                          |
|  | Pachyrhinosaurus lakustai                                                                |
|  |                                                                                          |
|  | Pachyrhinosaurus perotorum                                                               |
|  |                                                                                          |

|  | Pachyrhinosaurus lakustai  |
|  |                            |
|  | Pachyrhinosaurus perotorum |
|  |                            |

|  | Rubeosaurus ovatus        |
|  |                           |
|  | Styracosaurus albertensis |
|  |                           |

|  | \| \| Spinops sternbergorum \| \| \| \| \| \| Centrosaurus apertus \| \| \| \| |
|  |                                                                                |
|  | Coronosaurus brinkmani                                                         |
|  |                                                                                |
|  | Spinops sternbergorum                                                          |
|  |                                                                                |
|  | Centrosaurus apertus                                                           |
|  |                                                                                |

|  | Spinops sternbergorum |
|  |                       |
|  | Centrosaurus apertus  |
|  |                       |

|  | Rubeosaurus ovatus        |
|  |                           |
|  | Styracosaurus albertensis |
|  |                           |

|  | \| \| Spinops sternbergorum \| \| \| \| \| \| Centrosaurus apertus \| \| \| \| |
|  |                                                                                |
|  | Coronosaurus brinkmani                                                         |
|  |                                                                                |
|  | Spinops sternbergorum                                                          |
|  |                                                                                |
|  | Centrosaurus apertus                                                           |
|  |                                                                                |

|  | Spinops sternbergorum |
|  |                       |
|  | Centrosaurus apertus  |
|  |                       |

|  | Sinoceratops zhuchengensis |
|  |                            |
|  | Wendiceratops pinhornensis |
|  |                            |

|  | Pachyrhinosaurus canadensis                                                              |
|  |                                                                                          |
|  | \| \| Pachyrhinosaurus lakustai \| \| \| \| \| \| Pachyrhinosaurus perotorum \| \| \| \| |
|  |                                                                                          |
|  | Pachyrhinosaurus lakustai                                                                |
|  |                                                                                          |
|  | Pachyrhinosaurus perotorum                                                               |
|  |                                                                                          |

|  | Pachyrhinosaurus lakustai  |
|  |                            |
|  | Pachyrhinosaurus perotorum |
|  |                            |

|  | Pachyrhinosaurus canadensis                                                              |
|  |                                                                                          |
|  | \| \| Pachyrhinosaurus lakustai \| \| \| \| \| \| Pachyrhinosaurus perotorum \| \| \| \| |
|  |                                                                                          |
|  | Pachyrhinosaurus lakustai                                                                |
|  |                                                                                          |
|  | Pachyrhinosaurus perotorum                                                               |
|  |                                                                                          |

|  | Pachyrhinosaurus lakustai  |
|  |                            |
|  | Pachyrhinosaurus perotorum |
|  |                            |

|  | Pachyrhinosaurus canadensis                                                              |
|  |                                                                                          |
|  | \| \| Pachyrhinosaurus lakustai \| \| \| \| \| \| Pachyrhinosaurus perotorum \| \| \| \| |
|  |                                                                                          |
|  | Pachyrhinosaurus lakustai                                                                |
|  |                                                                                          |
|  | Pachyrhinosaurus perotorum                                                               |
|  |                                                                                          |

|  | Pachyrhinosaurus lakustai  |
|  |                            |
|  | Pachyrhinosaurus perotorum |
|  |                            |

|  | Pachyrhinosaurus canadensis                                                              |
|  |                                                                                          |
|  | \| \| Pachyrhinosaurus lakustai \| \| \| \| \| \| Pachyrhinosaurus perotorum \| \| \| \| |
|  |                                                                                          |
|  | Pachyrhinosaurus lakustai                                                                |
|  |                                                                                          |
|  | Pachyrhinosaurus perotorum                                                               |
|  |                                                                                          |

|  | Pachyrhinosaurus lakustai  |
|  |                            |
|  | Pachyrhinosaurus perotorum |
|  |                            |

|  | Rubeosaurus ovatus        |
|  |                           |
|  | Styracosaurus albertensis |
|  |                           |

|  | \| \| Spinops sternbergorum \| \| \| \| \| \| Centrosaurus apertus \| \| \| \| |
|  |                                                                                |
|  | Coronosaurus brinkmani                                                         |
|  |                                                                                |
|  | Spinops sternbergorum                                                          |
|  |                                                                                |
|  | Centrosaurus apertus                                                           |
|  |                                                                                |

|  | Spinops sternbergorum |
|  |                       |
|  | Centrosaurus apertus  |
|  |                       |

|  | Rubeosaurus ovatus        |
|  |                           |
|  | Styracosaurus albertensis |
|  |                           |

|  | \| \| Spinops sternbergorum \| \| \| \| \| \| Centrosaurus apertus \| \| \| \| |
|  |                                                                                |
|  | Coronosaurus brinkmani                                                         |
|  |                                                                                |
|  | Spinops sternbergorum                                                          |
|  |                                                                                |
|  | Centrosaurus apertus                                                           |
|  |                                                                                |

|  | Spinops sternbergorum |
|  |                       |
|  | Centrosaurus apertus  |
|  |                       |

|  | Pachyrhinosaurus canadensis                                                              |
|  |                                                                                          |
|  | \| \| Pachyrhinosaurus lakustai \| \| \| \| \| \| Pachyrhinosaurus perotorum \| \| \| \| |
|  |                                                                                          |
|  | Pachyrhinosaurus lakustai                                                                |
|  |                                                                                          |
|  | Pachyrhinosaurus perotorum                                                               |
|  |                                                                                          |

|  | Pachyrhinosaurus lakustai  |
|  |                            |
|  | Pachyrhinosaurus perotorum |
|  |                            |

|  | Pachyrhinosaurus canadensis                                                              |
|  |                                                                                          |
|  | \| \| Pachyrhinosaurus lakustai \| \| \| \| \| \| Pachyrhinosaurus perotorum \| \| \| \| |
|  |                                                                                          |
|  | Pachyrhinosaurus lakustai                                                                |
|  |                                                                                          |
|  | Pachyrhinosaurus perotorum                                                               |
|  |                                                                                          |

|  | Pachyrhinosaurus lakustai  |
|  |                            |
|  | Pachyrhinosaurus perotorum |
|  |                            |

|  | Pachyrhinosaurus canadensis                                                              |
|  |                                                                                          |
|  | \| \| Pachyrhinosaurus lakustai \| \| \| \| \| \| Pachyrhinosaurus perotorum \| \| \| \| |
|  |                                                                                          |
|  | Pachyrhinosaurus lakustai                                                                |
|  |                                                                                          |
|  | Pachyrhinosaurus perotorum                                                               |
|  |                                                                                          |

|  | Pachyrhinosaurus lakustai  |
|  |                            |
|  | Pachyrhinosaurus perotorum |
|  |                            |

|  | Pachyrhinosaurus canadensis                                                              |
|  |                                                                                          |
|  | \| \| Pachyrhinosaurus lakustai \| \| \| \| \| \| Pachyrhinosaurus perotorum \| \| \| \| |
|  |                                                                                          |
|  | Pachyrhinosaurus lakustai                                                                |
|  |                                                                                          |
|  | Pachyrhinosaurus perotorum                                                               |
|  |                                                                                          |

|  | Pachyrhinosaurus lakustai  |
|  |                            |
|  | Pachyrhinosaurus perotorum |
|  |                            |

|  | Rubeosaurus ovatus        |
|  |                           |
|  | Styracosaurus albertensis |
|  |                           |

|  | \| \| Spinops sternbergorum \| \| \| \| \| \| Centrosaurus apertus \| \| \| \| |
|  |                                                                                |
|  | Coronosaurus brinkmani                                                         |
|  |                                                                                |
|  | Spinops sternbergorum                                                          |
|  |                                                                                |
|  | Centrosaurus apertus                                                           |
|  |                                                                                |

|  | Spinops sternbergorum |
|  |                       |
|  | Centrosaurus apertus  |
|  |                       |

|  | Rubeosaurus ovatus        |
|  |                           |
|  | Styracosaurus albertensis |
|  |                           |

|  | \| \| Spinops sternbergorum \| \| \| \| \| \| Centrosaurus apertus \| \| \| \| |
|  |                                                                                |
|  | Coronosaurus brinkmani                                                         |
|  |                                                                                |
|  | Spinops sternbergorum                                                          |
|  |                                                                                |
|  | Centrosaurus apertus                                                           |
|  |                                                                                |

|  | Spinops sternbergorum |
|  |                       |
|  | Centrosaurus apertus  |
|  |                       |

|  | Sinoceratops zhuchengensis |
|  |                            |
|  | Wendiceratops pinhornensis |
|  |                            |

|  | Pachyrhinosaurus canadensis                                                              |
|  |                                                                                          |
|  | \| \| Pachyrhinosaurus lakustai \| \| \| \| \| \| Pachyrhinosaurus perotorum \| \| \| \| |
|  |                                                                                          |
|  | Pachyrhinosaurus lakustai                                                                |
|  |                                                                                          |
|  | Pachyrhinosaurus perotorum                                                               |
|  |                                                                                          |

|  | Pachyrhinosaurus lakustai  |
|  |                            |
|  | Pachyrhinosaurus perotorum |
|  |                            |

|  | Pachyrhinosaurus canadensis                                                              |
|  |                                                                                          |
|  | \| \| Pachyrhinosaurus lakustai \| \| \| \| \| \| Pachyrhinosaurus perotorum \| \| \| \| |
|  |                                                                                          |
|  | Pachyrhinosaurus lakustai                                                                |
|  |                                                                                          |
|  | Pachyrhinosaurus perotorum                                                               |
|  |                                                                                          |

|  | Pachyrhinosaurus lakustai  |
|  |                            |
|  | Pachyrhinosaurus perotorum |
|  |                            |

|  | Pachyrhinosaurus canadensis                                                              |
|  |                                                                                          |
|  | \| \| Pachyrhinosaurus lakustai \| \| \| \| \| \| Pachyrhinosaurus perotorum \| \| \| \| |
|  |                                                                                          |
|  | Pachyrhinosaurus lakustai                                                                |
|  |                                                                                          |
|  | Pachyrhinosaurus perotorum                                                               |
|  |                                                                                          |

|  | Pachyrhinosaurus lakustai  |
|  |                            |
|  | Pachyrhinosaurus perotorum |
|  |                            |

|  | Pachyrhinosaurus canadensis                                                              |
|  |                                                                                          |
|  | \| \| Pachyrhinosaurus lakustai \| \| \| \| \| \| Pachyrhinosaurus perotorum \| \| \| \| |
|  |                                                                                          |
|  | Pachyrhinosaurus lakustai                                                                |
|  |                                                                                          |
|  | Pachyrhinosaurus perotorum                                                               |
|  |                                                                                          |

|  | Pachyrhinosaurus lakustai  |
|  |                            |
|  | Pachyrhinosaurus perotorum |
|  |                            |

|  | Rubeosaurus ovatus        |
|  |                           |
|  | Styracosaurus albertensis |
|  |                           |

|  | \| \| Spinops sternbergorum \| \| \| \| \| \| Centrosaurus apertus \| \| \| \| |
|  |                                                                                |
|  | Coronosaurus brinkmani                                                         |
|  |                                                                                |
|  | Spinops sternbergorum                                                          |
|  |                                                                                |
|  | Centrosaurus apertus                                                           |
|  |                                                                                |

|  | Spinops sternbergorum |
|  |                       |
|  | Centrosaurus apertus  |
|  |                       |

|  | Rubeosaurus ovatus        |
|  |                           |
|  | Styracosaurus albertensis |
|  |                           |

|  | \| \| Spinops sternbergorum \| \| \| \| \| \| Centrosaurus apertus \| \| \| \| |
|  |                                                                                |
|  | Coronosaurus brinkmani                                                         |
|  |                                                                                |
|  | Spinops sternbergorum                                                          |
|  |                                                                                |
|  | Centrosaurus apertus                                                           |
|  |                                                                                |

|  | Spinops sternbergorum |
|  |                       |
|  | Centrosaurus apertus  |
|  |                       |

|  | Pachyrhinosaurus canadensis                                                              |
|  |                                                                                          |
|  | \| \| Pachyrhinosaurus lakustai \| \| \| \| \| \| Pachyrhinosaurus perotorum \| \| \| \| |
|  |                                                                                          |
|  | Pachyrhinosaurus lakustai                                                                |
|  |                                                                                          |
|  | Pachyrhinosaurus perotorum                                                               |
|  |                                                                                          |

|  | Pachyrhinosaurus lakustai  |
|  |                            |
|  | Pachyrhinosaurus perotorum |
|  |                            |

|  | Pachyrhinosaurus canadensis                                                              |
|  |                                                                                          |
|  | \| \| Pachyrhinosaurus lakustai \| \| \| \| \| \| Pachyrhinosaurus perotorum \| \| \| \| |
|  |                                                                                          |
|  | Pachyrhinosaurus lakustai                                                                |
|  |                                                                                          |
|  | Pachyrhinosaurus perotorum                                                               |
|  |                                                                                          |

|  | Pachyrhinosaurus lakustai  |
|  |                            |
|  | Pachyrhinosaurus perotorum |
|  |                            |

|  | Pachyrhinosaurus canadensis                                                              |
|  |                                                                                          |
|  | \| \| Pachyrhinosaurus lakustai \| \| \| \| \| \| Pachyrhinosaurus perotorum \| \| \| \| |
|  |                                                                                          |
|  | Pachyrhinosaurus lakustai                                                                |
|  |                                                                                          |
|  | Pachyrhinosaurus perotorum                                                               |
|  |                                                                                          |

|  | Pachyrhinosaurus lakustai  |
|  |                            |
|  | Pachyrhinosaurus perotorum |
|  |                            |

|  | Pachyrhinosaurus canadensis                                                              |
|  |                                                                                          |
|  | \| \| Pachyrhinosaurus lakustai \| \| \| \| \| \| Pachyrhinosaurus perotorum \| \| \| \| |
|  |                                                                                          |
|  | Pachyrhinosaurus lakustai                                                                |
|  |                                                                                          |
|  | Pachyrhinosaurus perotorum                                                               |
|  |                                                                                          |

|  | Pachyrhinosaurus lakustai  |
|  |                            |
|  | Pachyrhinosaurus perotorum |
|  |                            |

|  | Rubeosaurus ovatus        |
|  |                           |
|  | Styracosaurus albertensis |
|  |                           |

|  | \| \| Spinops sternbergorum \| \| \| \| \| \| Centrosaurus apertus \| \| \| \| |
|  |                                                                                |
|  | Coronosaurus brinkmani                                                         |
|  |                                                                                |
|  | Spinops sternbergorum                                                          |
|  |                                                                                |
|  | Centrosaurus apertus                                                           |
|  |                                                                                |

|  | Spinops sternbergorum |
|  |                       |
|  | Centrosaurus apertus  |
|  |                       |

|  | Rubeosaurus ovatus        |
|  |                           |
|  | Styracosaurus albertensis |
|  |                           |

|  | \| \| Spinops sternbergorum \| \| \| \| \| \| Centrosaurus apertus \| \| \| \| |
|  |                                                                                |
|  | Coronosaurus brinkmani                                                         |
|  |                                                                                |
|  | Spinops sternbergorum                                                          |
|  |                                                                                |
|  | Centrosaurus apertus                                                           |
|  |                                                                                |

|  | Spinops sternbergorum |
|  |                       |
|  | Centrosaurus apertus  |
|  |                       |

|  | Sinoceratops zhuchengensis |
|  |                            |
|  | Wendiceratops pinhornensis |
|  |                            |

|  | Pachyrhinosaurus canadensis                                                              |
|  |                                                                                          |
|  | \| \| Pachyrhinosaurus lakustai \| \| \| \| \| \| Pachyrhinosaurus perotorum \| \| \| \| |
|  |                                                                                          |
|  | Pachyrhinosaurus lakustai                                                                |
|  |                                                                                          |
|  | Pachyrhinosaurus perotorum                                                               |
|  |                                                                                          |

|  | Pachyrhinosaurus lakustai  |
|  |                            |
|  | Pachyrhinosaurus perotorum |
|  |                            |

|  | Pachyrhinosaurus canadensis                                                              |
|  |                                                                                          |
|  | \| \| Pachyrhinosaurus lakustai \| \| \| \| \| \| Pachyrhinosaurus perotorum \| \| \| \| |
|  |                                                                                          |
|  | Pachyrhinosaurus lakustai                                                                |
|  |                                                                                          |
|  | Pachyrhinosaurus perotorum                                                               |
|  |                                                                                          |

|  | Pachyrhinosaurus lakustai  |
|  |                            |
|  | Pachyrhinosaurus perotorum |
|  |                            |

|  | Pachyrhinosaurus canadensis                                                              |
|  |                                                                                          |
|  | \| \| Pachyrhinosaurus lakustai \| \| \| \| \| \| Pachyrhinosaurus perotorum \| \| \| \| |
|  |                                                                                          |
|  | Pachyrhinosaurus lakustai                                                                |
|  |                                                                                          |
|  | Pachyrhinosaurus perotorum                                                               |
|  |                                                                                          |

|  | Pachyrhinosaurus lakustai  |
|  |                            |
|  | Pachyrhinosaurus perotorum |
|  |                            |

|  | Pachyrhinosaurus canadensis                                                              |
|  |                                                                                          |
|  | \| \| Pachyrhinosaurus lakustai \| \| \| \| \| \| Pachyrhinosaurus perotorum \| \| \| \| |
|  |                                                                                          |
|  | Pachyrhinosaurus lakustai                                                                |
|  |                                                                                          |
|  | Pachyrhinosaurus perotorum                                                               |
|  |                                                                                          |

|  | Pachyrhinosaurus lakustai  |
|  |                            |
|  | Pachyrhinosaurus perotorum |
|  |                            |

|  | Rubeosaurus ovatus        |
|  |                           |
|  | Styracosaurus albertensis |
|  |                           |

|  | \| \| Spinops sternbergorum \| \| \| \| \| \| Centrosaurus apertus \| \| \| \| |
|  |                                                                                |
|  | Coronosaurus brinkmani                                                         |
|  |                                                                                |
|  | Spinops sternbergorum                                                          |
|  |                                                                                |
|  | Centrosaurus apertus                                                           |
|  |                                                                                |

|  | Spinops sternbergorum |
|  |                       |
|  | Centrosaurus apertus  |
|  |                       |

|  | Rubeosaurus ovatus        |
|  |                           |
|  | Styracosaurus albertensis |
|  |                           |

|  | \| \| Spinops sternbergorum \| \| \| \| \| \| Centrosaurus apertus \| \| \| \| |
|  |                                                                                |
|  | Coronosaurus brinkmani                                                         |
|  |                                                                                |
|  | Spinops sternbergorum                                                          |
|  |                                                                                |
|  | Centrosaurus apertus                                                           |
|  |                                                                                |

|  | Spinops sternbergorum |
|  |                       |
|  | Centrosaurus apertus  |
|  |                       |

|  | Pachyrhinosaurus canadensis                                                              |
|  |                                                                                          |
|  | \| \| Pachyrhinosaurus lakustai \| \| \| \| \| \| Pachyrhinosaurus perotorum \| \| \| \| |
|  |                                                                                          |
|  | Pachyrhinosaurus lakustai                                                                |
|  |                                                                                          |
|  | Pachyrhinosaurus perotorum                                                               |
|  |                                                                                          |

|  | Pachyrhinosaurus lakustai  |
|  |                            |
|  | Pachyrhinosaurus perotorum |
|  |                            |

|  | Pachyrhinosaurus canadensis                                                              |
|  |                                                                                          |
|  | \| \| Pachyrhinosaurus lakustai \| \| \| \| \| \| Pachyrhinosaurus perotorum \| \| \| \| |
|  |                                                                                          |
|  | Pachyrhinosaurus lakustai                                                                |
|  |                                                                                          |
|  | Pachyrhinosaurus perotorum                                                               |
|  |                                                                                          |

|  | Pachyrhinosaurus lakustai  |
|  |                            |
|  | Pachyrhinosaurus perotorum |
|  |                            |

|  | Pachyrhinosaurus canadensis                                                              |
|  |                                                                                          |
|  | \| \| Pachyrhinosaurus lakustai \| \| \| \| \| \| Pachyrhinosaurus perotorum \| \| \| \| |
|  |                                                                                          |
|  | Pachyrhinosaurus lakustai                                                                |
|  |                                                                                          |
|  | Pachyrhinosaurus perotorum                                                               |
|  |                                                                                          |

|  | Pachyrhinosaurus lakustai  |
|  |                            |
|  | Pachyrhinosaurus perotorum |
|  |                            |

|  | Pachyrhinosaurus canadensis                                                              |
|  |                                                                                          |
|  | \| \| Pachyrhinosaurus lakustai \| \| \| \| \| \| Pachyrhinosaurus perotorum \| \| \| \| |
|  |                                                                                          |
|  | Pachyrhinosaurus lakustai                                                                |
|  |                                                                                          |
|  | Pachyrhinosaurus perotorum                                                               |
|  |                                                                                          |

|  | Pachyrhinosaurus lakustai  |
|  |                            |
|  | Pachyrhinosaurus perotorum |
|  |                            |

|  | Rubeosaurus ovatus        |
|  |                           |
|  | Styracosaurus albertensis |
|  |                           |

|  | \| \| Spinops sternbergorum \| \| \| \| \| \| Centrosaurus apertus \| \| \| \| |
|  |                                                                                |
|  | Coronosaurus brinkmani                                                         |
|  |                                                                                |
|  | Spinops sternbergorum                                                          |
|  |                                                                                |
|  | Centrosaurus apertus                                                           |
|  |                                                                                |

|  | Spinops sternbergorum |
|  |                       |
|  | Centrosaurus apertus  |
|  |                       |

|  | Rubeosaurus ovatus        |
|  |                           |
|  | Styracosaurus albertensis |
|  |                           |

|  | \| \| Spinops sternbergorum \| \| \| \| \| \| Centrosaurus apertus \| \| \| \| |
|  |                                                                                |
|  | Coronosaurus brinkmani                                                         |
|  |                                                                                |
|  | Spinops sternbergorum                                                          |
|  |                                                                                |
|  | Centrosaurus apertus                                                           |
|  |                                                                                |

|  | Spinops sternbergorum |
|  |                       |
|  | Centrosaurus apertus  |
|  |                       |

|  | Avaceratops lammersi (ANSP 15800) |
|  |                                   |
|  | MOR 692                           |
|  |                                   |
|  | CMN 8804                          |
|  |                                   |
|  | Nasutoceratops titusi             |
|  |                                   |
|  | Malta new taxon                   |
|  |                                   |

|  | Sinoceratops zhuchengensis |
|  |                            |
|  | Wendiceratops pinhornensis |
|  |                            |

|  | Pachyrhinosaurus canadensis                                                              |
|  |                                                                                          |
|  | \| \| Pachyrhinosaurus lakustai \| \| \| \| \| \| Pachyrhinosaurus perotorum \| \| \| \| |
|  |                                                                                          |
|  | Pachyrhinosaurus lakustai                                                                |
|  |                                                                                          |
|  | Pachyrhinosaurus perotorum                                                               |
|  |                                                                                          |

|  | Pachyrhinosaurus lakustai  |
|  |                            |
|  | Pachyrhinosaurus perotorum |
|  |                            |

|  | Pachyrhinosaurus canadensis                                                              |
|  |                                                                                          |
|  | \| \| Pachyrhinosaurus lakustai \| \| \| \| \| \| Pachyrhinosaurus perotorum \| \| \| \| |
|  |                                                                                          |
|  | Pachyrhinosaurus lakustai                                                                |
|  |                                                                                          |
|  | Pachyrhinosaurus perotorum                                                               |
|  |                                                                                          |

|  | Pachyrhinosaurus lakustai  |
|  |                            |
|  | Pachyrhinosaurus perotorum |
|  |                            |

|  | Pachyrhinosaurus canadensis                                                              |
|  |                                                                                          |
|  | \| \| Pachyrhinosaurus lakustai \| \| \| \| \| \| Pachyrhinosaurus perotorum \| \| \| \| |
|  |                                                                                          |
|  | Pachyrhinosaurus lakustai                                                                |
|  |                                                                                          |
|  | Pachyrhinosaurus perotorum                                                               |
|  |                                                                                          |

|  | Pachyrhinosaurus lakustai  |
|  |                            |
|  | Pachyrhinosaurus perotorum |
|  |                            |

|  | Pachyrhinosaurus canadensis                                                              |
|  |                                                                                          |
|  | \| \| Pachyrhinosaurus lakustai \| \| \| \| \| \| Pachyrhinosaurus perotorum \| \| \| \| |
|  |                                                                                          |
|  | Pachyrhinosaurus lakustai                                                                |
|  |                                                                                          |
|  | Pachyrhinosaurus perotorum                                                               |
|  |                                                                                          |

|  | Pachyrhinosaurus lakustai  |
|  |                            |
|  | Pachyrhinosaurus perotorum |
|  |                            |

|  | Rubeosaurus ovatus        |
|  |                           |
|  | Styracosaurus albertensis |
|  |                           |

|  | \| \| Spinops sternbergorum \| \| \| \| \| \| Centrosaurus apertus \| \| \| \| |
|  |                                                                                |
|  | Coronosaurus brinkmani                                                         |
|  |                                                                                |
|  | Spinops sternbergorum                                                          |
|  |                                                                                |
|  | Centrosaurus apertus                                                           |
|  |                                                                                |

|  | Spinops sternbergorum |
|  |                       |
|  | Centrosaurus apertus  |
|  |                       |

|  | Rubeosaurus ovatus        |
|  |                           |
|  | Styracosaurus albertensis |
|  |                           |

|  | \| \| Spinops sternbergorum \| \| \| \| \| \| Centrosaurus apertus \| \| \| \| |
|  |                                                                                |
|  | Coronosaurus brinkmani                                                         |
|  |                                                                                |
|  | Spinops sternbergorum                                                          |
|  |                                                                                |
|  | Centrosaurus apertus                                                           |
|  |                                                                                |

|  | Spinops sternbergorum |
|  |                       |
|  | Centrosaurus apertus  |
|  |                       |

|  | Pachyrhinosaurus canadensis                                                              |
|  |                                                                                          |
|  | \| \| Pachyrhinosaurus lakustai \| \| \| \| \| \| Pachyrhinosaurus perotorum \| \| \| \| |
|  |                                                                                          |
|  | Pachyrhinosaurus lakustai                                                                |
|  |                                                                                          |
|  | Pachyrhinosaurus perotorum                                                               |
|  |                                                                                          |

|  | Pachyrhinosaurus lakustai  |
|  |                            |
|  | Pachyrhinosaurus perotorum |
|  |                            |

|  | Pachyrhinosaurus canadensis                                                              |
|  |                                                                                          |
|  | \| \| Pachyrhinosaurus lakustai \| \| \| \| \| \| Pachyrhinosaurus perotorum \| \| \| \| |
|  |                                                                                          |
|  | Pachyrhinosaurus lakustai                                                                |
|  |                                                                                          |
|  | Pachyrhinosaurus perotorum                                                               |
|  |                                                                                          |

|  | Pachyrhinosaurus lakustai  |
|  |                            |
|  | Pachyrhinosaurus perotorum |
|  |                            |

|  | Pachyrhinosaurus canadensis                                                              |
|  |                                                                                          |
|  | \| \| Pachyrhinosaurus lakustai \| \| \| \| \| \| Pachyrhinosaurus perotorum \| \| \| \| |
|  |                                                                                          |
|  | Pachyrhinosaurus lakustai                                                                |
|  |                                                                                          |
|  | Pachyrhinosaurus perotorum                                                               |
|  |                                                                                          |

|  | Pachyrhinosaurus lakustai  |
|  |                            |
|  | Pachyrhinosaurus perotorum |
|  |                            |

|  | Pachyrhinosaurus canadensis                                                              |
|  |                                                                                          |
|  | \| \| Pachyrhinosaurus lakustai \| \| \| \| \| \| Pachyrhinosaurus perotorum \| \| \| \| |
|  |                                                                                          |
|  | Pachyrhinosaurus lakustai                                                                |
|  |                                                                                          |
|  | Pachyrhinosaurus perotorum                                                               |
|  |                                                                                          |

|  | Pachyrhinosaurus lakustai  |
|  |                            |
|  | Pachyrhinosaurus perotorum |
|  |                            |

|  | Rubeosaurus ovatus        |
|  |                           |
|  | Styracosaurus albertensis |
|  |                           |

|  | \| \| Spinops sternbergorum \| \| \| \| \| \| Centrosaurus apertus \| \| \| \| |
|  |                                                                                |
|  | Coronosaurus brinkmani                                                         |
|  |                                                                                |
|  | Spinops sternbergorum                                                          |
|  |                                                                                |
|  | Centrosaurus apertus                                                           |
|  |                                                                                |

|  | Spinops sternbergorum |
|  |                       |
|  | Centrosaurus apertus  |
|  |                       |

|  | Rubeosaurus ovatus        |
|  |                           |
|  | Styracosaurus albertensis |
|  |                           |

|  | \| \| Spinops sternbergorum \| \| \| \| \| \| Centrosaurus apertus \| \| \| \| |
|  |                                                                                |
|  | Coronosaurus brinkmani                                                         |
|  |                                                                                |
|  | Spinops sternbergorum                                                          |
|  |                                                                                |
|  | Centrosaurus apertus                                                           |
|  |                                                                                |

|  | Spinops sternbergorum |
|  |                       |
|  | Centrosaurus apertus  |
|  |                       |

|  | Sinoceratops zhuchengensis |
|  |                            |
|  | Wendiceratops pinhornensis |
|  |                            |

|  | Pachyrhinosaurus canadensis                                                              |
|  |                                                                                          |
|  | \| \| Pachyrhinosaurus lakustai \| \| \| \| \| \| Pachyrhinosaurus perotorum \| \| \| \| |
|  |                                                                                          |
|  | Pachyrhinosaurus lakustai                                                                |
|  |                                                                                          |
|  | Pachyrhinosaurus perotorum                                                               |
|  |                                                                                          |

|  | Pachyrhinosaurus lakustai  |
|  |                            |
|  | Pachyrhinosaurus perotorum |
|  |                            |

|  | Pachyrhinosaurus canadensis                                                              |
|  |                                                                                          |
|  | \| \| Pachyrhinosaurus lakustai \| \| \| \| \| \| Pachyrhinosaurus perotorum \| \| \| \| |
|  |                                                                                          |
|  | Pachyrhinosaurus lakustai                                                                |
|  |                                                                                          |
|  | Pachyrhinosaurus perotorum                                                               |
|  |                                                                                          |

|  | Pachyrhinosaurus lakustai  |
|  |                            |
|  | Pachyrhinosaurus perotorum |
|  |                            |

|  | Pachyrhinosaurus canadensis                                                              |
|  |                                                                                          |
|  | \| \| Pachyrhinosaurus lakustai \| \| \| \| \| \| Pachyrhinosaurus perotorum \| \| \| \| |
|  |                                                                                          |
|  | Pachyrhinosaurus lakustai                                                                |
|  |                                                                                          |
|  | Pachyrhinosaurus perotorum                                                               |
|  |                                                                                          |

|  | Pachyrhinosaurus lakustai  |
|  |                            |
|  | Pachyrhinosaurus perotorum |
|  |                            |

|  | Pachyrhinosaurus canadensis                                                              |
|  |                                                                                          |
|  | \| \| Pachyrhinosaurus lakustai \| \| \| \| \| \| Pachyrhinosaurus perotorum \| \| \| \| |
|  |                                                                                          |
|  | Pachyrhinosaurus lakustai                                                                |
|  |                                                                                          |
|  | Pachyrhinosaurus perotorum                                                               |
|  |                                                                                          |

|  | Pachyrhinosaurus lakustai  |
|  |                            |
|  | Pachyrhinosaurus perotorum |
|  |                            |

|  | Rubeosaurus ovatus        |
|  |                           |
|  | Styracosaurus albertensis |
|  |                           |

|  | \| \| Spinops sternbergorum \| \| \| \| \| \| Centrosaurus apertus \| \| \| \| |
|  |                                                                                |
|  | Coronosaurus brinkmani                                                         |
|  |                                                                                |
|  | Spinops sternbergorum                                                          |
|  |                                                                                |
|  | Centrosaurus apertus                                                           |
|  |                                                                                |

|  | Spinops sternbergorum |
|  |                       |
|  | Centrosaurus apertus  |
|  |                       |

|  | Rubeosaurus ovatus        |
|  |                           |
|  | Styracosaurus albertensis |
|  |                           |

|  | \| \| Spinops sternbergorum \| \| \| \| \| \| Centrosaurus apertus \| \| \| \| |
|  |                                                                                |
|  | Coronosaurus brinkmani                                                         |
|  |                                                                                |
|  | Spinops sternbergorum                                                          |
|  |                                                                                |
|  | Centrosaurus apertus                                                           |
|  |                                                                                |

|  | Spinops sternbergorum |
|  |                       |
|  | Centrosaurus apertus  |
|  |                       |

|  | Pachyrhinosaurus canadensis                                                              |
|  |                                                                                          |
|  | \| \| Pachyrhinosaurus lakustai \| \| \| \| \| \| Pachyrhinosaurus perotorum \| \| \| \| |
|  |                                                                                          |
|  | Pachyrhinosaurus lakustai                                                                |
|  |                                                                                          |
|  | Pachyrhinosaurus perotorum                                                               |
|  |                                                                                          |

|  | Pachyrhinosaurus lakustai  |
|  |                            |
|  | Pachyrhinosaurus perotorum |
|  |                            |

|  | Pachyrhinosaurus canadensis                                                              |
|  |                                                                                          |
|  | \| \| Pachyrhinosaurus lakustai \| \| \| \| \| \| Pachyrhinosaurus perotorum \| \| \| \| |
|  |                                                                                          |
|  | Pachyrhinosaurus lakustai                                                                |
|  |                                                                                          |
|  | Pachyrhinosaurus perotorum                                                               |
|  |                                                                                          |

|  | Pachyrhinosaurus lakustai  |
|  |                            |
|  | Pachyrhinosaurus perotorum |
|  |                            |

|  | Pachyrhinosaurus canadensis                                                              |
|  |                                                                                          |
|  | \| \| Pachyrhinosaurus lakustai \| \| \| \| \| \| Pachyrhinosaurus perotorum \| \| \| \| |
|  |                                                                                          |
|  | Pachyrhinosaurus lakustai                                                                |
|  |                                                                                          |
|  | Pachyrhinosaurus perotorum                                                               |
|  |                                                                                          |

|  | Pachyrhinosaurus lakustai  |
|  |                            |
|  | Pachyrhinosaurus perotorum |
|  |                            |

|  | Pachyrhinosaurus canadensis                                                              |
|  |                                                                                          |
|  | \| \| Pachyrhinosaurus lakustai \| \| \| \| \| \| Pachyrhinosaurus perotorum \| \| \| \| |
|  |                                                                                          |
|  | Pachyrhinosaurus lakustai                                                                |
|  |                                                                                          |
|  | Pachyrhinosaurus perotorum                                                               |
|  |                                                                                          |

|  | Pachyrhinosaurus lakustai  |
|  |                            |
|  | Pachyrhinosaurus perotorum |
|  |                            |

|  | Rubeosaurus ovatus        |
|  |                           |
|  | Styracosaurus albertensis |
|  |                           |

|  | \| \| Spinops sternbergorum \| \| \| \| \| \| Centrosaurus apertus \| \| \| \| |
|  |                                                                                |
|  | Coronosaurus brinkmani                                                         |
|  |                                                                                |
|  | Spinops sternbergorum                                                          |
|  |                                                                                |
|  | Centrosaurus apertus                                                           |
|  |                                                                                |

|  | Spinops sternbergorum |
|  |                       |
|  | Centrosaurus apertus  |
|  |                       |

|  | Rubeosaurus ovatus        |
|  |                           |
|  | Styracosaurus albertensis |
|  |                           |

|  | \| \| Spinops sternbergorum \| \| \| \| \| \| Centrosaurus apertus \| \| \| \| |
|  |                                                                                |
|  | Coronosaurus brinkmani                                                         |
|  |                                                                                |
|  | Spinops sternbergorum                                                          |
|  |                                                                                |
|  | Centrosaurus apertus                                                           |
|  |                                                                                |

|  | Spinops sternbergorum |
|  |                       |
|  | Centrosaurus apertus  |
|  |                       |

|  | Sinoceratops zhuchengensis |
|  |                            |
|  | Wendiceratops pinhornensis |
|  |                            |

|  | Pachyrhinosaurus canadensis                                                              |
|  |                                                                                          |
|  | \| \| Pachyrhinosaurus lakustai \| \| \| \| \| \| Pachyrhinosaurus perotorum \| \| \| \| |
|  |                                                                                          |
|  | Pachyrhinosaurus lakustai                                                                |
|  |                                                                                          |
|  | Pachyrhinosaurus perotorum                                                               |
|  |                                                                                          |

|  | Pachyrhinosaurus lakustai  |
|  |                            |
|  | Pachyrhinosaurus perotorum |
|  |                            |

|  | Pachyrhinosaurus canadensis                                                              |
|  |                                                                                          |
|  | \| \| Pachyrhinosaurus lakustai \| \| \| \| \| \| Pachyrhinosaurus perotorum \| \| \| \| |
|  |                                                                                          |
|  | Pachyrhinosaurus lakustai                                                                |
|  |                                                                                          |
|  | Pachyrhinosaurus perotorum                                                               |
|  |                                                                                          |

|  | Pachyrhinosaurus lakustai  |
|  |                            |
|  | Pachyrhinosaurus perotorum |
|  |                            |

|  | Pachyrhinosaurus canadensis                                                              |
|  |                                                                                          |
|  | \| \| Pachyrhinosaurus lakustai \| \| \| \| \| \| Pachyrhinosaurus perotorum \| \| \| \| |
|  |                                                                                          |
|  | Pachyrhinosaurus lakustai                                                                |
|  |                                                                                          |
|  | Pachyrhinosaurus perotorum                                                               |
|  |                                                                                          |

|  | Pachyrhinosaurus lakustai  |
|  |                            |
|  | Pachyrhinosaurus perotorum |
|  |                            |

|  | Pachyrhinosaurus canadensis                                                              |
|  |                                                                                          |
|  | \| \| Pachyrhinosaurus lakustai \| \| \| \| \| \| Pachyrhinosaurus perotorum \| \| \| \| |
|  |                                                                                          |
|  | Pachyrhinosaurus lakustai                                                                |
|  |                                                                                          |
|  | Pachyrhinosaurus perotorum                                                               |
|  |                                                                                          |

|  | Pachyrhinosaurus lakustai  |
|  |                            |
|  | Pachyrhinosaurus perotorum |
|  |                            |

|  | Rubeosaurus ovatus        |
|  |                           |
|  | Styracosaurus albertensis |
|  |                           |

|  | \| \| Spinops sternbergorum \| \| \| \| \| \| Centrosaurus apertus \| \| \| \| |
|  |                                                                                |
|  | Coronosaurus brinkmani                                                         |
|  |                                                                                |
|  | Spinops sternbergorum                                                          |
|  |                                                                                |
|  | Centrosaurus apertus                                                           |
|  |                                                                                |

|  | Spinops sternbergorum |
|  |                       |
|  | Centrosaurus apertus  |
|  |                       |

|  | Rubeosaurus ovatus        |
|  |                           |
|  | Styracosaurus albertensis |
|  |                           |

|  | \| \| Spinops sternbergorum \| \| \| \| \| \| Centrosaurus apertus \| \| \| \| |
|  |                                                                                |
|  | Coronosaurus brinkmani                                                         |
|  |                                                                                |
|  | Spinops sternbergorum                                                          |
|  |                                                                                |
|  | Centrosaurus apertus                                                           |
|  |                                                                                |

|  | Spinops sternbergorum |
|  |                       |
|  | Centrosaurus apertus  |
|  |                       |

|  | Pachyrhinosaurus canadensis                                                              |
|  |                                                                                          |
|  | \| \| Pachyrhinosaurus lakustai \| \| \| \| \| \| Pachyrhinosaurus perotorum \| \| \| \| |
|  |                                                                                          |
|  | Pachyrhinosaurus lakustai                                                                |
|  |                                                                                          |
|  | Pachyrhinosaurus perotorum                                                               |
|  |                                                                                          |

|  | Pachyrhinosaurus lakustai  |
|  |                            |
|  | Pachyrhinosaurus perotorum |
|  |                            |

|  | Pachyrhinosaurus canadensis                                                              |
|  |                                                                                          |
|  | \| \| Pachyrhinosaurus lakustai \| \| \| \| \| \| Pachyrhinosaurus perotorum \| \| \| \| |
|  |                                                                                          |
|  | Pachyrhinosaurus lakustai                                                                |
|  |                                                                                          |
|  | Pachyrhinosaurus perotorum                                                               |
|  |                                                                                          |

|  | Pachyrhinosaurus lakustai  |
|  |                            |
|  | Pachyrhinosaurus perotorum |
|  |                            |

|  | Pachyrhinosaurus canadensis                                                              |
|  |                                                                                          |
|  | \| \| Pachyrhinosaurus lakustai \| \| \| \| \| \| Pachyrhinosaurus perotorum \| \| \| \| |
|  |                                                                                          |
|  | Pachyrhinosaurus lakustai                                                                |
|  |                                                                                          |
|  | Pachyrhinosaurus perotorum                                                               |
|  |                                                                                          |

|  | Pachyrhinosaurus lakustai  |
|  |                            |
|  | Pachyrhinosaurus perotorum |
|  |                            |

|  | Pachyrhinosaurus canadensis                                                              |
|  |                                                                                          |
|  | \| \| Pachyrhinosaurus lakustai \| \| \| \| \| \| Pachyrhinosaurus perotorum \| \| \| \| |
|  |                                                                                          |
|  | Pachyrhinosaurus lakustai                                                                |
|  |                                                                                          |
|  | Pachyrhinosaurus perotorum                                                               |
|  |                                                                                          |

|  | Pachyrhinosaurus lakustai  |
|  |                            |
|  | Pachyrhinosaurus perotorum |
|  |                            |

|  | Rubeosaurus ovatus        |
|  |                           |
|  | Styracosaurus albertensis |
|  |                           |

|  | \| \| Spinops sternbergorum \| \| \| \| \| \| Centrosaurus apertus \| \| \| \| |
|  |                                                                                |
|  | Coronosaurus brinkmani                                                         |
|  |                                                                                |
|  | Spinops sternbergorum                                                          |
|  |                                                                                |
|  | Centrosaurus apertus                                                           |
|  |                                                                                |

|  | Spinops sternbergorum |
|  |                       |
|  | Centrosaurus apertus  |
|  |                       |

|  | Rubeosaurus ovatus        |
|  |                           |
|  | Styracosaurus albertensis |
|  |                           |

|  | \| \| Spinops sternbergorum \| \| \| \| \| \| Centrosaurus apertus \| \| \| \| |
|  |                                                                                |
|  | Coronosaurus brinkmani                                                         |
|  |                                                                                |
|  | Spinops sternbergorum                                                          |
|  |                                                                                |
|  | Centrosaurus apertus                                                           |
|  |                                                                                |

|  | Spinops sternbergorum |
|  |                       |
|  | Centrosaurus apertus  |
|  |                       |

|  | Sinoceratops zhuchengensis |
|  |                            |
|  | Wendiceratops pinhornensis |
|  |                            |

|  | Pachyrhinosaurus canadensis                                                              |
|  |                                                                                          |
|  | \| \| Pachyrhinosaurus lakustai \| \| \| \| \| \| Pachyrhinosaurus perotorum \| \| \| \| |
|  |                                                                                          |
|  | Pachyrhinosaurus lakustai                                                                |
|  |                                                                                          |
|  | Pachyrhinosaurus perotorum                                                               |
|  |                                                                                          |

|  | Pachyrhinosaurus lakustai  |
|  |                            |
|  | Pachyrhinosaurus perotorum |
|  |                            |

|  | Pachyrhinosaurus canadensis                                                              |
|  |                                                                                          |
|  | \| \| Pachyrhinosaurus lakustai \| \| \| \| \| \| Pachyrhinosaurus perotorum \| \| \| \| |
|  |                                                                                          |
|  | Pachyrhinosaurus lakustai                                                                |
|  |                                                                                          |
|  | Pachyrhinosaurus perotorum                                                               |
|  |                                                                                          |

|  | Pachyrhinosaurus lakustai  |
|  |                            |
|  | Pachyrhinosaurus perotorum |
|  |                            |

|  | Pachyrhinosaurus canadensis                                                              |
|  |                                                                                          |
|  | \| \| Pachyrhinosaurus lakustai \| \| \| \| \| \| Pachyrhinosaurus perotorum \| \| \| \| |
|  |                                                                                          |
|  | Pachyrhinosaurus lakustai                                                                |
|  |                                                                                          |
|  | Pachyrhinosaurus perotorum                                                               |
|  |                                                                                          |

|  | Pachyrhinosaurus lakustai  |
|  |                            |
|  | Pachyrhinosaurus perotorum |
|  |                            |

|  | Pachyrhinosaurus canadensis                                                              |
|  |                                                                                          |
|  | \| \| Pachyrhinosaurus lakustai \| \| \| \| \| \| Pachyrhinosaurus perotorum \| \| \| \| |
|  |                                                                                          |
|  | Pachyrhinosaurus lakustai                                                                |
|  |                                                                                          |
|  | Pachyrhinosaurus perotorum                                                               |
|  |                                                                                          |

|  | Pachyrhinosaurus lakustai  |
|  |                            |
|  | Pachyrhinosaurus perotorum |
|  |                            |

|  | Rubeosaurus ovatus        |
|  |                           |
|  | Styracosaurus albertensis |
|  |                           |

|  | \| \| Spinops sternbergorum \| \| \| \| \| \| Centrosaurus apertus \| \| \| \| |
|  |                                                                                |
|  | Coronosaurus brinkmani                                                         |
|  |                                                                                |
|  | Spinops sternbergorum                                                          |
|  |                                                                                |
|  | Centrosaurus apertus                                                           |
|  |                                                                                |

|  | Spinops sternbergorum |
|  |                       |
|  | Centrosaurus apertus  |
|  |                       |

|  | Rubeosaurus ovatus        |
|  |                           |
|  | Styracosaurus albertensis |
|  |                           |

|  | \| \| Spinops sternbergorum \| \| \| \| \| \| Centrosaurus apertus \| \| \| \| |
|  |                                                                                |
|  | Coronosaurus brinkmani                                                         |
|  |                                                                                |
|  | Spinops sternbergorum                                                          |
|  |                                                                                |
|  | Centrosaurus apertus                                                           |
|  |                                                                                |

|  | Spinops sternbergorum |
|  |                       |
|  | Centrosaurus apertus  |
|  |                       |

|  | Pachyrhinosaurus canadensis                                                              |
|  |                                                                                          |
|  | \| \| Pachyrhinosaurus lakustai \| \| \| \| \| \| Pachyrhinosaurus perotorum \| \| \| \| |
|  |                                                                                          |
|  | Pachyrhinosaurus lakustai                                                                |
|  |                                                                                          |
|  | Pachyrhinosaurus perotorum                                                               |
|  |                                                                                          |

|  | Pachyrhinosaurus lakustai  |
|  |                            |
|  | Pachyrhinosaurus perotorum |
|  |                            |

|  | Pachyrhinosaurus canadensis                                                              |
|  |                                                                                          |
|  | \| \| Pachyrhinosaurus lakustai \| \| \| \| \| \| Pachyrhinosaurus perotorum \| \| \| \| |
|  |                                                                                          |
|  | Pachyrhinosaurus lakustai                                                                |
|  |                                                                                          |
|  | Pachyrhinosaurus perotorum                                                               |
|  |                                                                                          |

|  | Pachyrhinosaurus lakustai  |
|  |                            |
|  | Pachyrhinosaurus perotorum |
|  |                            |

|  | Pachyrhinosaurus canadensis                                                              |
|  |                                                                                          |
|  | \| \| Pachyrhinosaurus lakustai \| \| \| \| \| \| Pachyrhinosaurus perotorum \| \| \| \| |
|  |                                                                                          |
|  | Pachyrhinosaurus lakustai                                                                |
|  |                                                                                          |
|  | Pachyrhinosaurus perotorum                                                               |
|  |                                                                                          |

|  | Pachyrhinosaurus lakustai  |
|  |                            |
|  | Pachyrhinosaurus perotorum |
|  |                            |

|  | Pachyrhinosaurus canadensis                                                              |
|  |                                                                                          |
|  | \| \| Pachyrhinosaurus lakustai \| \| \| \| \| \| Pachyrhinosaurus perotorum \| \| \| \| |
|  |                                                                                          |
|  | Pachyrhinosaurus lakustai                                                                |
|  |                                                                                          |
|  | Pachyrhinosaurus perotorum                                                               |
|  |                                                                                          |

|  | Pachyrhinosaurus lakustai  |
|  |                            |
|  | Pachyrhinosaurus perotorum |
|  |                            |

|  | Rubeosaurus ovatus        |
|  |                           |
|  | Styracosaurus albertensis |
|  |                           |

|  | \| \| Spinops sternbergorum \| \| \| \| \| \| Centrosaurus apertus \| \| \| \| |
|  |                                                                                |
|  | Coronosaurus brinkmani                                                         |
|  |                                                                                |
|  | Spinops sternbergorum                                                          |
|  |                                                                                |
|  | Centrosaurus apertus                                                           |
|  |                                                                                |

|  | Spinops sternbergorum |
|  |                       |
|  | Centrosaurus apertus  |
|  |                       |

|  | Rubeosaurus ovatus        |
|  |                           |
|  | Styracosaurus albertensis |
|  |                           |

|  | \| \| Spinops sternbergorum \| \| \| \| \| \| Centrosaurus apertus \| \| \| \| |
|  |                                                                                |
|  | Coronosaurus brinkmani                                                         |
|  |                                                                                |
|  | Spinops sternbergorum                                                          |
|  |                                                                                |
|  | Centrosaurus apertus                                                           |
|  |                                                                                |

|  | Spinops sternbergorum |
|  |                       |
|  | Centrosaurus apertus  |
|  |                       |

|  | Avaceratops lammersi (ANSP 15800) |
|  |                                   |
|  | MOR 692                           |
|  |                                   |
|  | CMN 8804                          |
|  |                                   |
|  | Nasutoceratops titusi             |
|  |                                   |
|  | Malta new taxon                   |
|  |                                   |

|  | Sinoceratops zhuchengensis |
|  |                            |
|  | Wendiceratops pinhornensis |
|  |                            |

|  | Pachyrhinosaurus canadensis                                                              |
|  |                                                                                          |
|  | \| \| Pachyrhinosaurus lakustai \| \| \| \| \| \| Pachyrhinosaurus perotorum \| \| \| \| |
|  |                                                                                          |
|  | Pachyrhinosaurus lakustai                                                                |
|  |                                                                                          |
|  | Pachyrhinosaurus perotorum                                                               |
|  |                                                                                          |

|  | Pachyrhinosaurus lakustai  |
|  |                            |
|  | Pachyrhinosaurus perotorum |
|  |                            |

|  | Pachyrhinosaurus canadensis                                                              |
|  |                                                                                          |
|  | \| \| Pachyrhinosaurus lakustai \| \| \| \| \| \| Pachyrhinosaurus perotorum \| \| \| \| |
|  |                                                                                          |
|  | Pachyrhinosaurus lakustai                                                                |
|  |                                                                                          |
|  | Pachyrhinosaurus perotorum                                                               |
|  |                                                                                          |

|  | Pachyrhinosaurus lakustai  |
|  |                            |
|  | Pachyrhinosaurus perotorum |
|  |                            |

|  | Pachyrhinosaurus canadensis                                                              |
|  |                                                                                          |
|  | \| \| Pachyrhinosaurus lakustai \| \| \| \| \| \| Pachyrhinosaurus perotorum \| \| \| \| |
|  |                                                                                          |
|  | Pachyrhinosaurus lakustai                                                                |
|  |                                                                                          |
|  | Pachyrhinosaurus perotorum                                                               |
|  |                                                                                          |

|  | Pachyrhinosaurus lakustai  |
|  |                            |
|  | Pachyrhinosaurus perotorum |
|  |                            |

|  | Pachyrhinosaurus canadensis                                                              |
|  |                                                                                          |
|  | \| \| Pachyrhinosaurus lakustai \| \| \| \| \| \| Pachyrhinosaurus perotorum \| \| \| \| |
|  |                                                                                          |
|  | Pachyrhinosaurus lakustai                                                                |
|  |                                                                                          |
|  | Pachyrhinosaurus perotorum                                                               |
|  |                                                                                          |

|  | Pachyrhinosaurus lakustai  |
|  |                            |
|  | Pachyrhinosaurus perotorum |
|  |                            |

|  | Rubeosaurus ovatus        |
|  |                           |
|  | Styracosaurus albertensis |
|  |                           |

|  | \| \| Spinops sternbergorum \| \| \| \| \| \| Centrosaurus apertus \| \| \| \| |
|  |                                                                                |
|  | Coronosaurus brinkmani                                                         |
|  |                                                                                |
|  | Spinops sternbergorum                                                          |
|  |                                                                                |
|  | Centrosaurus apertus                                                           |
|  |                                                                                |

|  | Spinops sternbergorum |
|  |                       |
|  | Centrosaurus apertus  |
|  |                       |

|  | Rubeosaurus ovatus        |
|  |                           |
|  | Styracosaurus albertensis |
|  |                           |

|  | \| \| Spinops sternbergorum \| \| \| \| \| \| Centrosaurus apertus \| \| \| \| |
|  |                                                                                |
|  | Coronosaurus brinkmani                                                         |
|  |                                                                                |
|  | Spinops sternbergorum                                                          |
|  |                                                                                |
|  | Centrosaurus apertus                                                           |
|  |                                                                                |

|  | Spinops sternbergorum |
|  |                       |
|  | Centrosaurus apertus  |
|  |                       |

|  | Pachyrhinosaurus canadensis                                                              |
|  |                                                                                          |
|  | \| \| Pachyrhinosaurus lakustai \| \| \| \| \| \| Pachyrhinosaurus perotorum \| \| \| \| |
|  |                                                                                          |
|  | Pachyrhinosaurus lakustai                                                                |
|  |                                                                                          |
|  | Pachyrhinosaurus perotorum                                                               |
|  |                                                                                          |

|  | Pachyrhinosaurus lakustai  |
|  |                            |
|  | Pachyrhinosaurus perotorum |
|  |                            |

|  | Pachyrhinosaurus canadensis                                                              |
|  |                                                                                          |
|  | \| \| Pachyrhinosaurus lakustai \| \| \| \| \| \| Pachyrhinosaurus perotorum \| \| \| \| |
|  |                                                                                          |
|  | Pachyrhinosaurus lakustai                                                                |
|  |                                                                                          |
|  | Pachyrhinosaurus perotorum                                                               |
|  |                                                                                          |

|  | Pachyrhinosaurus lakustai  |
|  |                            |
|  | Pachyrhinosaurus perotorum |
|  |                            |

|  | Pachyrhinosaurus canadensis                                                              |
|  |                                                                                          |
|  | \| \| Pachyrhinosaurus lakustai \| \| \| \| \| \| Pachyrhinosaurus perotorum \| \| \| \| |
|  |                                                                                          |
|  | Pachyrhinosaurus lakustai                                                                |
|  |                                                                                          |
|  | Pachyrhinosaurus perotorum                                                               |
|  |                                                                                          |

|  | Pachyrhinosaurus lakustai  |
|  |                            |
|  | Pachyrhinosaurus perotorum |
|  |                            |

|  | Pachyrhinosaurus canadensis                                                              |
|  |                                                                                          |
|  | \| \| Pachyrhinosaurus lakustai \| \| \| \| \| \| Pachyrhinosaurus perotorum \| \| \| \| |
|  |                                                                                          |
|  | Pachyrhinosaurus lakustai                                                                |
|  |                                                                                          |
|  | Pachyrhinosaurus perotorum                                                               |
|  |                                                                                          |

|  | Pachyrhinosaurus lakustai  |
|  |                            |
|  | Pachyrhinosaurus perotorum |
|  |                            |

|  | Rubeosaurus ovatus        |
|  |                           |
|  | Styracosaurus albertensis |
|  |                           |

|  | \| \| Spinops sternbergorum \| \| \| \| \| \| Centrosaurus apertus \| \| \| \| |
|  |                                                                                |
|  | Coronosaurus brinkmani                                                         |
|  |                                                                                |
|  | Spinops sternbergorum                                                          |
|  |                                                                                |
|  | Centrosaurus apertus                                                           |
|  |                                                                                |

|  | Spinops sternbergorum |
|  |                       |
|  | Centrosaurus apertus  |
|  |                       |

|  | Rubeosaurus ovatus        |
|  |                           |
|  | Styracosaurus albertensis |
|  |                           |

|  | \| \| Spinops sternbergorum \| \| \| \| \| \| Centrosaurus apertus \| \| \| \| |
|  |                                                                                |
|  | Coronosaurus brinkmani                                                         |
|  |                                                                                |
|  | Spinops sternbergorum                                                          |
|  |                                                                                |
|  | Centrosaurus apertus                                                           |
|  |                                                                                |

|  | Spinops sternbergorum |
|  |                       |
|  | Centrosaurus apertus  |
|  |                       |

|  | Sinoceratops zhuchengensis |
|  |                            |
|  | Wendiceratops pinhornensis |
|  |                            |

|  | Pachyrhinosaurus canadensis                                                              |
|  |                                                                                          |
|  | \| \| Pachyrhinosaurus lakustai \| \| \| \| \| \| Pachyrhinosaurus perotorum \| \| \| \| |
|  |                                                                                          |
|  | Pachyrhinosaurus lakustai                                                                |
|  |                                                                                          |
|  | Pachyrhinosaurus perotorum                                                               |
|  |                                                                                          |

|  | Pachyrhinosaurus lakustai  |
|  |                            |
|  | Pachyrhinosaurus perotorum |
|  |                            |

|  | Pachyrhinosaurus canadensis                                                              |
|  |                                                                                          |
|  | \| \| Pachyrhinosaurus lakustai \| \| \| \| \| \| Pachyrhinosaurus perotorum \| \| \| \| |
|  |                                                                                          |
|  | Pachyrhinosaurus lakustai                                                                |
|  |                                                                                          |
|  | Pachyrhinosaurus perotorum                                                               |
|  |                                                                                          |

|  | Pachyrhinosaurus lakustai  |
|  |                            |
|  | Pachyrhinosaurus perotorum |
|  |                            |

|  | Pachyrhinosaurus canadensis                                                              |
|  |                                                                                          |
|  | \| \| Pachyrhinosaurus lakustai \| \| \| \| \| \| Pachyrhinosaurus perotorum \| \| \| \| |
|  |                                                                                          |
|  | Pachyrhinosaurus lakustai                                                                |
|  |                                                                                          |
|  | Pachyrhinosaurus perotorum                                                               |
|  |                                                                                          |

|  | Pachyrhinosaurus lakustai  |
|  |                            |
|  | Pachyrhinosaurus perotorum |
|  |                            |

|  | Pachyrhinosaurus canadensis                                                              |
|  |                                                                                          |
|  | \| \| Pachyrhinosaurus lakustai \| \| \| \| \| \| Pachyrhinosaurus perotorum \| \| \| \| |
|  |                                                                                          |
|  | Pachyrhinosaurus lakustai                                                                |
|  |                                                                                          |
|  | Pachyrhinosaurus perotorum                                                               |
|  |                                                                                          |

|  | Pachyrhinosaurus lakustai  |
|  |                            |
|  | Pachyrhinosaurus perotorum |
|  |                            |

|  | Rubeosaurus ovatus        |
|  |                           |
|  | Styracosaurus albertensis |
|  |                           |

|  | \| \| Spinops sternbergorum \| \| \| \| \| \| Centrosaurus apertus \| \| \| \| |
|  |                                                                                |
|  | Coronosaurus brinkmani                                                         |
|  |                                                                                |
|  | Spinops sternbergorum                                                          |
|  |                                                                                |
|  | Centrosaurus apertus                                                           |
|  |                                                                                |

|  | Spinops sternbergorum |
|  |                       |
|  | Centrosaurus apertus  |
|  |                       |

|  | Rubeosaurus ovatus        |
|  |                           |
|  | Styracosaurus albertensis |
|  |                           |

|  | \| \| Spinops sternbergorum \| \| \| \| \| \| Centrosaurus apertus \| \| \| \| |
|  |                                                                                |
|  | Coronosaurus brinkmani                                                         |
|  |                                                                                |
|  | Spinops sternbergorum                                                          |
|  |                                                                                |
|  | Centrosaurus apertus                                                           |
|  |                                                                                |

|  | Spinops sternbergorum |
|  |                       |
|  | Centrosaurus apertus  |
|  |                       |

|  | Pachyrhinosaurus canadensis                                                              |
|  |                                                                                          |
|  | \| \| Pachyrhinosaurus lakustai \| \| \| \| \| \| Pachyrhinosaurus perotorum \| \| \| \| |
|  |                                                                                          |
|  | Pachyrhinosaurus lakustai                                                                |
|  |                                                                                          |
|  | Pachyrhinosaurus perotorum                                                               |
|  |                                                                                          |

|  | Pachyrhinosaurus lakustai  |
|  |                            |
|  | Pachyrhinosaurus perotorum |
|  |                            |

|  | Pachyrhinosaurus canadensis                                                              |
|  |                                                                                          |
|  | \| \| Pachyrhinosaurus lakustai \| \| \| \| \| \| Pachyrhinosaurus perotorum \| \| \| \| |
|  |                                                                                          |
|  | Pachyrhinosaurus lakustai                                                                |
|  |                                                                                          |
|  | Pachyrhinosaurus perotorum                                                               |
|  |                                                                                          |

|  | Pachyrhinosaurus lakustai  |
|  |                            |
|  | Pachyrhinosaurus perotorum |
|  |                            |

|  | Pachyrhinosaurus canadensis                                                              |
|  |                                                                                          |
|  | \| \| Pachyrhinosaurus lakustai \| \| \| \| \| \| Pachyrhinosaurus perotorum \| \| \| \| |
|  |                                                                                          |
|  | Pachyrhinosaurus lakustai                                                                |
|  |                                                                                          |
|  | Pachyrhinosaurus perotorum                                                               |
|  |                                                                                          |

|  | Pachyrhinosaurus lakustai  |
|  |                            |
|  | Pachyrhinosaurus perotorum |
|  |                            |

|  | Pachyrhinosaurus canadensis                                                              |
|  |                                                                                          |
|  | \| \| Pachyrhinosaurus lakustai \| \| \| \| \| \| Pachyrhinosaurus perotorum \| \| \| \| |
|  |                                                                                          |
|  | Pachyrhinosaurus lakustai                                                                |
|  |                                                                                          |
|  | Pachyrhinosaurus perotorum                                                               |
|  |                                                                                          |

|  | Pachyrhinosaurus lakustai  |
|  |                            |
|  | Pachyrhinosaurus perotorum |
|  |                            |

|  | Rubeosaurus ovatus        |
|  |                           |
|  | Styracosaurus albertensis |
|  |                           |

|  | \| \| Spinops sternbergorum \| \| \| \| \| \| Centrosaurus apertus \| \| \| \| |
|  |                                                                                |
|  | Coronosaurus brinkmani                                                         |
|  |                                                                                |
|  | Spinops sternbergorum                                                          |
|  |                                                                                |
|  | Centrosaurus apertus                                                           |
|  |                                                                                |

|  | Spinops sternbergorum |
|  |                       |
|  | Centrosaurus apertus  |
|  |                       |

|  | Rubeosaurus ovatus        |
|  |                           |
|  | Styracosaurus albertensis |
|  |                           |

|  | \| \| Spinops sternbergorum \| \| \| \| \| \| Centrosaurus apertus \| \| \| \| |
|  |                                                                                |
|  | Coronosaurus brinkmani                                                         |
|  |                                                                                |
|  | Spinops sternbergorum                                                          |
|  |                                                                                |
|  | Centrosaurus apertus                                                           |
|  |                                                                                |

|  | Spinops sternbergorum |
|  |                       |
|  | Centrosaurus apertus  |
|  |                       |

|  | Sinoceratops zhuchengensis |
|  |                            |
|  | Wendiceratops pinhornensis |
|  |                            |

|  | Pachyrhinosaurus canadensis                                                              |
|  |                                                                                          |
|  | \| \| Pachyrhinosaurus lakustai \| \| \| \| \| \| Pachyrhinosaurus perotorum \| \| \| \| |
|  |                                                                                          |
|  | Pachyrhinosaurus lakustai                                                                |
|  |                                                                                          |
|  | Pachyrhinosaurus perotorum                                                               |
|  |                                                                                          |

|  | Pachyrhinosaurus lakustai  |
|  |                            |
|  | Pachyrhinosaurus perotorum |
|  |                            |

|  | Pachyrhinosaurus canadensis                                                              |
|  |                                                                                          |
|  | \| \| Pachyrhinosaurus lakustai \| \| \| \| \| \| Pachyrhinosaurus perotorum \| \| \| \| |
|  |                                                                                          |
|  | Pachyrhinosaurus lakustai                                                                |
|  |                                                                                          |
|  | Pachyrhinosaurus perotorum                                                               |
|  |                                                                                          |

|  | Pachyrhinosaurus lakustai  |
|  |                            |
|  | Pachyrhinosaurus perotorum |
|  |                            |

|  | Pachyrhinosaurus canadensis                                                              |
|  |                                                                                          |
|  | \| \| Pachyrhinosaurus lakustai \| \| \| \| \| \| Pachyrhinosaurus perotorum \| \| \| \| |
|  |                                                                                          |
|  | Pachyrhinosaurus lakustai                                                                |
|  |                                                                                          |
|  | Pachyrhinosaurus perotorum                                                               |
|  |                                                                                          |

|  | Pachyrhinosaurus lakustai  |
|  |                            |
|  | Pachyrhinosaurus perotorum |
|  |                            |

|  | Pachyrhinosaurus canadensis                                                              |
|  |                                                                                          |
|  | \| \| Pachyrhinosaurus lakustai \| \| \| \| \| \| Pachyrhinosaurus perotorum \| \| \| \| |
|  |                                                                                          |
|  | Pachyrhinosaurus lakustai                                                                |
|  |                                                                                          |
|  | Pachyrhinosaurus perotorum                                                               |
|  |                                                                                          |

|  | Pachyrhinosaurus lakustai  |
|  |                            |
|  | Pachyrhinosaurus perotorum |
|  |                            |

|  | Rubeosaurus ovatus        |
|  |                           |
|  | Styracosaurus albertensis |
|  |                           |

|  | \| \| Spinops sternbergorum \| \| \| \| \| \| Centrosaurus apertus \| \| \| \| |
|  |                                                                                |
|  | Coronosaurus brinkmani                                                         |
|  |                                                                                |
|  | Spinops sternbergorum                                                          |
|  |                                                                                |
|  | Centrosaurus apertus                                                           |
|  |                                                                                |

|  | Spinops sternbergorum |
|  |                       |
|  | Centrosaurus apertus  |
|  |                       |

|  | Rubeosaurus ovatus        |
|  |                           |
|  | Styracosaurus albertensis |
|  |                           |

|  | \| \| Spinops sternbergorum \| \| \| \| \| \| Centrosaurus apertus \| \| \| \| |
|  |                                                                                |
|  | Coronosaurus brinkmani                                                         |
|  |                                                                                |
|  | Spinops sternbergorum                                                          |
|  |                                                                                |
|  | Centrosaurus apertus                                                           |
|  |                                                                                |

|  | Spinops sternbergorum |
|  |                       |
|  | Centrosaurus apertus  |
|  |                       |

|  | Pachyrhinosaurus canadensis                                                              |
|  |                                                                                          |
|  | \| \| Pachyrhinosaurus lakustai \| \| \| \| \| \| Pachyrhinosaurus perotorum \| \| \| \| |
|  |                                                                                          |
|  | Pachyrhinosaurus lakustai                                                                |
|  |                                                                                          |
|  | Pachyrhinosaurus perotorum                                                               |
|  |                                                                                          |

|  | Pachyrhinosaurus lakustai  |
|  |                            |
|  | Pachyrhinosaurus perotorum |
|  |                            |

|  | Pachyrhinosaurus canadensis                                                              |
|  |                                                                                          |
|  | \| \| Pachyrhinosaurus lakustai \| \| \| \| \| \| Pachyrhinosaurus perotorum \| \| \| \| |
|  |                                                                                          |
|  | Pachyrhinosaurus lakustai                                                                |
|  |                                                                                          |
|  | Pachyrhinosaurus perotorum                                                               |
|  |                                                                                          |

|  | Pachyrhinosaurus lakustai  |
|  |                            |
|  | Pachyrhinosaurus perotorum |
|  |                            |

|  | Pachyrhinosaurus canadensis                                                              |
|  |                                                                                          |
|  | \| \| Pachyrhinosaurus lakustai \| \| \| \| \| \| Pachyrhinosaurus perotorum \| \| \| \| |
|  |                                                                                          |
|  | Pachyrhinosaurus lakustai                                                                |
|  |                                                                                          |
|  | Pachyrhinosaurus perotorum                                                               |
|  |                                                                                          |

|  | Pachyrhinosaurus lakustai  |
|  |                            |
|  | Pachyrhinosaurus perotorum |
|  |                            |

|  | Pachyrhinosaurus canadensis                                                              |
|  |                                                                                          |
|  | \| \| Pachyrhinosaurus lakustai \| \| \| \| \| \| Pachyrhinosaurus perotorum \| \| \| \| |
|  |                                                                                          |
|  | Pachyrhinosaurus lakustai                                                                |
|  |                                                                                          |
|  | Pachyrhinosaurus perotorum                                                               |
|  |                                                                                          |

|  | Pachyrhinosaurus lakustai  |
|  |                            |
|  | Pachyrhinosaurus perotorum |
|  |                            |

|  | Rubeosaurus ovatus        |
|  |                           |
|  | Styracosaurus albertensis |
|  |                           |

|  | \| \| Spinops sternbergorum \| \| \| \| \| \| Centrosaurus apertus \| \| \| \| |
|  |                                                                                |
|  | Coronosaurus brinkmani                                                         |
|  |                                                                                |
|  | Spinops sternbergorum                                                          |
|  |                                                                                |
|  | Centrosaurus apertus                                                           |
|  |                                                                                |

|  | Spinops sternbergorum |
|  |                       |
|  | Centrosaurus apertus  |
|  |                       |

|  | Rubeosaurus ovatus        |
|  |                           |
|  | Styracosaurus albertensis |
|  |                           |

|  | \| \| Spinops sternbergorum \| \| \| \| \| \| Centrosaurus apertus \| \| \| \| |
|  |                                                                                |
|  | Coronosaurus brinkmani                                                         |
|  |                                                                                |
|  | Spinops sternbergorum                                                          |
|  |                                                                                |
|  | Centrosaurus apertus                                                           |
|  |                                                                                |

|  | Spinops sternbergorum |
|  |                       |
|  | Centrosaurus apertus  |
|  |                       |

|  | Sinoceratops zhuchengensis |
|  |                            |
|  | Wendiceratops pinhornensis |
|  |                            |

|  | Pachyrhinosaurus canadensis                                                              |
|  |                                                                                          |
|  | \| \| Pachyrhinosaurus lakustai \| \| \| \| \| \| Pachyrhinosaurus perotorum \| \| \| \| |
|  |                                                                                          |
|  | Pachyrhinosaurus lakustai                                                                |
|  |                                                                                          |
|  | Pachyrhinosaurus perotorum                                                               |
|  |                                                                                          |

|  | Pachyrhinosaurus lakustai  |
|  |                            |
|  | Pachyrhinosaurus perotorum |
|  |                            |

|  | Pachyrhinosaurus canadensis                                                              |
|  |                                                                                          |
|  | \| \| Pachyrhinosaurus lakustai \| \| \| \| \| \| Pachyrhinosaurus perotorum \| \| \| \| |
|  |                                                                                          |
|  | Pachyrhinosaurus lakustai                                                                |
|  |                                                                                          |
|  | Pachyrhinosaurus perotorum                                                               |
|  |                                                                                          |

|  | Pachyrhinosaurus lakustai  |
|  |                            |
|  | Pachyrhinosaurus perotorum |
|  |                            |

|  | Pachyrhinosaurus canadensis                                                              |
|  |                                                                                          |
|  | \| \| Pachyrhinosaurus lakustai \| \| \| \| \| \| Pachyrhinosaurus perotorum \| \| \| \| |
|  |                                                                                          |
|  | Pachyrhinosaurus lakustai                                                                |
|  |                                                                                          |
|  | Pachyrhinosaurus perotorum                                                               |
|  |                                                                                          |

|  | Pachyrhinosaurus lakustai  |
|  |                            |
|  | Pachyrhinosaurus perotorum |
|  |                            |

|  | Pachyrhinosaurus canadensis                                                              |
|  |                                                                                          |
|  | \| \| Pachyrhinosaurus lakustai \| \| \| \| \| \| Pachyrhinosaurus perotorum \| \| \| \| |
|  |                                                                                          |
|  | Pachyrhinosaurus lakustai                                                                |
|  |                                                                                          |
|  | Pachyrhinosaurus perotorum                                                               |
|  |                                                                                          |

|  | Pachyrhinosaurus lakustai  |
|  |                            |
|  | Pachyrhinosaurus perotorum |
|  |                            |

|  | Rubeosaurus ovatus        |
|  |                           |
|  | Styracosaurus albertensis |
|  |                           |

|  | \| \| Spinops sternbergorum \| \| \| \| \| \| Centrosaurus apertus \| \| \| \| |
|  |                                                                                |
|  | Coronosaurus brinkmani                                                         |
|  |                                                                                |
|  | Spinops sternbergorum                                                          |
|  |                                                                                |
|  | Centrosaurus apertus                                                           |
|  |                                                                                |

|  | Spinops sternbergorum |
|  |                       |
|  | Centrosaurus apertus  |
|  |                       |

|  | Rubeosaurus ovatus        |
|  |                           |
|  | Styracosaurus albertensis |
|  |                           |

|  | \| \| Spinops sternbergorum \| \| \| \| \| \| Centrosaurus apertus \| \| \| \| |
|  |                                                                                |
|  | Coronosaurus brinkmani                                                         |
|  |                                                                                |
|  | Spinops sternbergorum                                                          |
|  |                                                                                |
|  | Centrosaurus apertus                                                           |
|  |                                                                                |

|  | Spinops sternbergorum |
|  |                       |
|  | Centrosaurus apertus  |
|  |                       |

|  | Pachyrhinosaurus canadensis                                                              |
|  |                                                                                          |
|  | \| \| Pachyrhinosaurus lakustai \| \| \| \| \| \| Pachyrhinosaurus perotorum \| \| \| \| |
|  |                                                                                          |
|  | Pachyrhinosaurus lakustai                                                                |
|  |                                                                                          |
|  | Pachyrhinosaurus perotorum                                                               |
|  |                                                                                          |

|  | Pachyrhinosaurus lakustai  |
|  |                            |
|  | Pachyrhinosaurus perotorum |
|  |                            |

|  | Pachyrhinosaurus canadensis                                                              |
|  |                                                                                          |
|  | \| \| Pachyrhinosaurus lakustai \| \| \| \| \| \| Pachyrhinosaurus perotorum \| \| \| \| |
|  |                                                                                          |
|  | Pachyrhinosaurus lakustai                                                                |
|  |                                                                                          |
|  | Pachyrhinosaurus perotorum                                                               |
|  |                                                                                          |

|  | Pachyrhinosaurus lakustai  |
|  |                            |
|  | Pachyrhinosaurus perotorum |
|  |                            |

|  | Pachyrhinosaurus canadensis                                                              |
|  |                                                                                          |
|  | \| \| Pachyrhinosaurus lakustai \| \| \| \| \| \| Pachyrhinosaurus perotorum \| \| \| \| |
|  |                                                                                          |
|  | Pachyrhinosaurus lakustai                                                                |
|  |                                                                                          |
|  | Pachyrhinosaurus perotorum                                                               |
|  |                                                                                          |

|  | Pachyrhinosaurus lakustai  |
|  |                            |
|  | Pachyrhinosaurus perotorum |
|  |                            |

|  | Pachyrhinosaurus canadensis                                                              |
|  |                                                                                          |
|  | \| \| Pachyrhinosaurus lakustai \| \| \| \| \| \| Pachyrhinosaurus perotorum \| \| \| \| |
|  |                                                                                          |
|  | Pachyrhinosaurus lakustai                                                                |
|  |                                                                                          |
|  | Pachyrhinosaurus perotorum                                                               |
|  |                                                                                          |

|  | Pachyrhinosaurus lakustai  |
|  |                            |
|  | Pachyrhinosaurus perotorum |
|  |                            |

|  | Rubeosaurus ovatus        |
|  |                           |
|  | Styracosaurus albertensis |
|  |                           |

|  | \| \| Spinops sternbergorum \| \| \| \| \| \| Centrosaurus apertus \| \| \| \| |
|  |                                                                                |
|  | Coronosaurus brinkmani                                                         |
|  |                                                                                |
|  | Spinops sternbergorum                                                          |
|  |                                                                                |
|  | Centrosaurus apertus                                                           |
|  |                                                                                |

|  | Spinops sternbergorum |
|  |                       |
|  | Centrosaurus apertus  |
|  |                       |

|  | Rubeosaurus ovatus        |
|  |                           |
|  | Styracosaurus albertensis |
|  |                           |

|  | \| \| Spinops sternbergorum \| \| \| \| \| \| Centrosaurus apertus \| \| \| \| |
|  |                                                                                |
|  | Coronosaurus brinkmani                                                         |
|  |                                                                                |
|  | Spinops sternbergorum                                                          |
|  |                                                                                |
|  | Centrosaurus apertus                                                           |
|  |                                                                                |

|  | Spinops sternbergorum |
|  |                       |
|  | Centrosaurus apertus  |
|  |                       |

## Paleoecología
Los estudios sugieren que el paleoambiente de la Formación Oldman era una antigua llanura costera.  Además de los restos de Coronosaurus, esta formación ha producido los restos de los terópodos Saurornitholestes, Daspletosaurus, Troodon, Dromaeosaurus y Hesperonychus,  los ceratopsidos Albertaceratops, Chasmosaurus y Anchiceratops, los hadrosáuridos Brachylophosaurus, Gryposaurus, Parasaurolophusy Corythosaurus, el ornitópodo Albertadromeus y el anquilosáurido Scolosaurus.